# 桃園市公共自行車租賃系統站點列表
桃園市公共自行車租賃系統（YouBike），是桃園市的公共自行車租賃系統，採無人化自助式服務，由桃園市政府交通局負責提案、YouBike微笑單車負責建置和營運的YouBike系統，YouBike2.0系統於2023年12月22日正式營運，YouBike1.0系統於2024年9月1日正式退場。
截至2025年8月19日，YouBike微笑單車在桃園市13個行政區中共設有614個站點，設點的行政區包括中壢區（136站）、桃園區（134站）、平鎮區（50站）、龜山區（76站）、八德區（53站）、蘆竹區（51站）、大溪區（18站）、大園區（23站）、龍潭區（27站）、楊梅區（27站）、觀音區（11站）、新屋區（5站）、復興區（3站）。
此外，YouBike微笑單車設有桃園服務中心（桃園市婦女館內）、中壢服務中心（中壢區健行路184號）、楊梅服務中心（楊梅區梅高路28號），提供會員申請等協助。
租賃站名稱呈「黑色」字體為「曾經啟用的YouBike1.0系統租賃站」；
 
租賃站名稱呈紅色字體為「已啟用或隔天將啟用的YouBike2.0系統租賃站」，站點名稱與設站位置皆已確定。

## 中壢區
| 車站名稱                   | 擺放位置                                  | 鎖孔數量 | 啟用日期   | 周邊設施 |
| -------------------------- | ----------------------------------------- | -------- | ---------- | --- |
| 中正公園(中美路)           | 中美路101-113號對面人行道                 | 54       | 2016/2/4   | - 中正公園 - 桃園市立圖書館中壢分館 - 中壢藝術館 - 中壢監理站                                                                                 |
| 中壢高中                   | 中央西路二段215號對面人行道               | 52       | 2016/2/4   | - 中大壢中 - 中壢志廣郵局 - 白馬公園 - 中壢果菜市場 - 中壢觀光夜市                                                                            |
| 銀河廣場                   | 九和一街48號對面銀河廣場人行道            | 58       | 2016/2/4   | - 遠東SOGO百貨中壢店 - 銀河廣場 - 威尼斯影城 - 中壢慈惠堂 - 六和兒童公園                                                                      |
| 中壢區公所                 | 環北路380號旁人行道                       | 40       | 2016/2/4   | - 桃園市中壢區公所 - 桃園市政府青年事務局 - 中壢區免費公車總站                                                                                |
| 翠堤橋                     | 義民路105號旁人行道                       | 46       | 2016/2/4   | - 新勢公園 - 舊社公園 - 桃園市政府消防局第二大隊 - NOVA中壢店 - 老街溪河濱步道                                                                |
| 光明公園                   | 民權路322號對面停車場                     | 96       | 2016/2/4   | - 老街溪河濱步道 - 光明公園 - 中壢國民運動中心 - 桃園市立中壢商業高級中等學校                                                                 |
| 中壢火車站(前站)中和路     | 中和路109號空地                           | 94       | 2016/2/4   | - 中壢車站 - 中壢客運總站 - 國光客運中壢站 - 桃園客運中壢公車站及中壢車站 - 新竹客運中壢總站及中壢北站 - 中平行人徒步區                       |
| 中壢國小                   | 康樂路61號旁公園                          | 46       | 2016/2/4   | - 中壢國小 - 臺灣自來水公司中壢服務所 - 桃園市政府警察局中壢分局 - 國立中壢家商                                                               |
| 中央大學圖書館             | 中大路300號(中央大學校內圖書館前)         | 60       | 2016/2/4   | - 國立中央大學 |
| 中原大學                   | 中北路200號(中原大學校內懷恩樓後方空地)   | 82       | 2016/2/4   | - 中原大學 - 中原夜市商圈 - 中原國小 |
| 莒光公園                   | 寧夏二街43號對面莒光公園入口圓環          | 30       | 2016/5/14  | - 莒光公園 - 中壢靈糧堂 - 大潤發中壢店 |
| 中正公園(元化路)           | 元化路197巷對面中正公園旁人行道           | 40       | 2016/5/28  | - 中正公園 - 中壢社福館 - 元化院 - 救國團中壢終身學習中心 - 宏其婦幼醫院                                                                      |
| 中壢區聯合辦公大樓         | 溪洲街298號前方人行道                     | 38       | 2016/5/28  | - 中壢區聯合辦公大樓 - 坤慶公園 - 天晟醫院 - 家樂福中原店 - 仁海宮 - 新街溪河濱步道                                                           |
| 內壢復興公園               | 復華街191號對面復興公園旁人行道           | 40       | 2016/7/22  | - 復興公園 - 內壢國中 - 中壢工業區 |
| 內壢自強公園               | 強國路46號旁自強公園側人行道              | 50       | 2016/7/22  | - 自強公園 - 中壢區戶政事務所自強工作站 - 中壢地政事務所自強工作站 - 自強國中 - 桃園市政府警察局中壢分局自強派出所 - 桃園市政府交通事件裁決處 |
| 夢幻公園                   | 榮安十三街榮民路口(西南側)                | 46       | 2016/7/22  | - 夢幻公園 - 中正國小 |
| 元智大學                   | 遠東路135號(面元智大學左側人行道)         | 64       | 2016/8/20  | - 元智大學 - 遠東新世紀內壢紡織工廠 |
| 信義國小                   | 成都路36號對面人行道                      | 30       | 2016/9/15  | - 桃園市中壢區信義國民小學 |
| 中壢火車站(後站)           | 新興路68-94號對面人行道                   | 110      | 2016/10/1  | - 中壢車站 - 台灣鐵路警察局中壢所 - 台灣鐵路管理局中壢號誌分駐所 - 中壢就業服務站                                                             |
| 莊敬廣場                   | 莊敬路38-1號對面自行車停放區              | 48       | 2016/10/14 | - 內壢車站 - 精忠國宅 - 陸軍通信電子器材基地勤務廠                                                                                            |
| 忠孝廣場                   | 忠孝路8-22號對面路側                      | 50       | 2016/11/12 | - 內壢車站 - 桃園市政府警察局中壢分局內壢派出所                                                                                               |
| 龍岡森林公園               | 龍岡路三段289號對面龍岡森林公園旁人行道   | 44       | 2016/11/20 | - 龍岡森林公園 - 馬祖新村文創園區 - 龍岡大操場                                                                                                |
| 忠福廣場                   | 南園二路292號對面忠福廣場旁人行道         | 40       | 2016/11/20 | - 南園停車場 - 桃園市立興南國民中學 |
| 健行科技大學               | 健行路229號(商學大樓後人行道)             | 50       | 2016/11/20 | - 健行科技大學 |
| 內壢文化公園               | 文化路長春二路西北側公園旁人行道          | 42       | 2016/11/20 | - 文化公園 - 有得雙語中小學 - 中壢工業區 |
| 啟英高中                   | 西園路76號對面啟英高中旁人行道            | 50       | 2016/11/22 | - 啟英高中 - 忠福國小 - 中壢工業區聯合幼兒園                                                                                                  |
| 萬能科技大學               | 萬能路1號(萬芳樓後方人行道)               | 60       | 2016/11/22 | - 萬能科技大學 |
| 五權公園                   | 正大街五族二街西北側人行道                | 42       | 2016/12/10 | - 五權公園 - 中壢婦幼館 - 中壢燃藜第紅樓 |
| 環中東永福路口             | 環中東路325號前人行道                     | 44       | 2016/12/10 | - 中壢長榮醫院 - 環東黃昏市場 |
| 吉林路吉利六街口           | 吉林路吉利六街口東南側人行道              | 42       | 2016/12/13 | - 吉林公園 - 中壢工業區 |
| 中壢新興公園               | 林森路90號前方人行道                      | 36       | 2016/12/13 | - 中壢新興公園 - 桃園市中壢區林森國民小學 - 南區老人文康活動中心                                                                              |
| 桃園市立圖書館內壢分館     | 光華三街10號前方人行道                    | 50       | 2016/12/16 | - 內壢高中 - 內壢/成功/福德里集會所 |
| 桃園市立圖書館龍岡分館     | 台貿一街100號後方機車停車場               | 34       | 2017/1/26  | - 桃園市立圖書館龍岡分館 - 桃園市政府消防局華勛分隊 - 中央健保署北區業務組 - 台貿社區                                                         |
| 捷運高鐵桃園站(A18)        | 高鐵北路一段6號(對面捷運站出口外側人行道) | 62       | 2017/2/13  | - 高鐵桃園站 - 高鐵桃園站 - 華泰名品城 - 桃園市政府警察局中壢分局青埔派出所 - 桃園市政府消防局青埔分隊                                        |
| 青埔國中                   | 領航北路二段281號前方人行道               | 36       | 2017/2/13  | - 桃園市立青埔國民中學 |
| 捷運桃園體育園區站(A19)    | 高鐵南路二段369號對面人行道               | 30       | 2017/2/14  | - 桃園體育園區站 - 桃園國際棒球場 - 青埔運動公園 - 青塘園                                                                                     |
| 捷運環北站(A21)            | 中豐北路26號旁人行道                      | 40       | 2017/2/15  | - 環北站 - 老街溪河濱步道 - 環北客運轉運站 |
| 領航公園                   | 領航北路一段永裕路口北側公園旁人行道      | 38       | 2017/2/15  | - 領航公園 - 洽溪里活動中心 |
| 仁祥公園                   | 華祥一街3巷2號對面人行道                  | 38       | 2017/2/23  | - 仁祥公園 - 華勛市場 - 華勛里/仁祥里集會所 - 華勛社區                                                                                        |
| 中央大學依仁堂             | 中大路300號(松苑餐廳前方廣場)             | 58       | 2017/3/11  | - 國立中央大學 - 資策會中壢國際人才發展中心                                                                                                   |
| 甲蟲公園                   | 元生二街元生三街口西北側公園旁人行道      | 36       | 2017/3/24  | - 甲蟲公園 |
| 中壢中央公園               | 建國北路9號對面公園人行道                 | 38       | 2017/4/28  | - 中壢中央公園 - 中央地下停車場 |
| 篤行公園                   | 永福路47號對面人行道                      | 34       | 2017/5/16  | - 篤行公園 |
| 黎明公園                   | 同慶路榮民南路口西南側公園前方路側        | 30       | 2017/8/12  | - 士校大池埤塘公園 - 陸軍專科學校 - 桃園市政府消防局華勛分隊                                                                                  |
| 興仁公園                   | 興仁路二段120號對面公園內人行道           | 44       | 2017/8/16  | - 興仁公園 - 桃園市中壢區興仁國民小學 |
| 自立新村(榮安一街)         | 榮安一街自立三街2巷北側人行道             | 32       | 2017/8/16  | |
| 龍和公園                   | 龍和三街290號(活動中心旁公園人行道)       | 32       | 2017/9/3   | - 龍昌里活動中心 |
| 紫雲宮                     | 自忠二街126號對面停車場                   | 34       | 2017/9/27  | - 中壢三教紫雲宮 |
| 晉元路仁德一街口           | 仁德一街28-4號對面路側                    | 30       | 2017/10/21 | |
| 常樂公園                   | 文化二路237-243號旁公園人行道             | 40       | 2017/12/8  | - 常樂公園 |
| 華愛兒童公園               | 華愛街35號對面公園旁人行道                | 32       | 2017/12/23 | - 華愛兒童公園 - 桃園市政府警察局中壢分局仁愛派出所 - 中壢區清潔隊                                                                            |
| 過嶺國中                   | 松智路過嶺路一段路口人行道                | 30       | 2017/12/23 | - 桃園市立過嶺國民中學 - 過嶺里活動中心 - 桃園市中壢區中平國民小學                                                                            |
| 金鋒太子                   | 金鋒四街50巷2號對面                       | 30       | 2018/1/6   | |
| 南亞技術學院               | 中山東路三段414號內機車停車場             | 30       | 2018/2/14  | - 南亞技術學院 |
| 南方莊園                   | 樹籽路8號對面停車場旁人行道               | 22       | 2018/5/24  | - 南方莊園渡假飯店 - 過嶺森林公園 |
| 華勛公園                   | 華仁街68巷34號對面公園                    | 38       | 2018/6/29  | - 華勛公園 |
| 青塘園                     | 洽溪路133號對面公園人行道                 | 48       | 2018/7/13  | - 青塘園 |
| 大江購物中心               | 中園路二段501號前方人行道                 | 44       | 2018/7/20  | - 大江購物中心 |
| 龍岡大操場                 | 龍岡路三段游泳路口旁公園人行道            | 36       | 2018/8/17  | - 龍岡大操場 |
| 龍岡圓環                   | 龍東路龍岡路三段路口                      | 30       | 2018/8/24  | - 龍岡公園 |
| 普忠路770巷口              | 普忠路605號對面人行道                     | 32       | 2018/8/24  | |
| 青埔國小                   | 新生路四段127號對面人行道                 | 34       | 2018/8/31  | - 桃園市中壢區青埔國民小學 |
| 公七公園                   | 青商路288-298斜對面公園內                 | 34       | 2018/8/31  | - 青埔市民活動中心 |
| 竹風青田                   | 永園路一段130號前方人行道                 | 28       | 2018/9/6   | |
| 至善綠園                   | 龍昌路32號對面公園                        | 32       | 2018/9/7   | |
| 內厝社區活動中心           | 中正路四段112號前方路側                   | 32       | 2018/9/14  | - 內厝社區活動中心 |
| 老街溪河川教育中心         | 中原路58號前方人行道                      | 36       | 2018/9/28  | - 老街溪河川教育中心 - 桃園市平鎮區新榮國民小學                                                                                               |
| 中壢仁德公園               | 崁頂路崁頂路1401巷口旁人行道              | 38       | 2018/10/23 | - 中壢仁德公園 |
| 萬坪公園                   | 龍昌路龍川九街路口旁人行道                | 36       | 2018/11/9  | - 龍岡萬坪公園 |
| 龍興國中                   | 龍勇路100號前方人行道                     | 40       | 2018/11/12 | - 桃園市立龍興國民中學 |
| 龍慈龍和三街口             | 龍慈路與龍和三街旁路側                    | 40       | 2018/11/16 | |
| 普忠榮民南路口             | 普忠路1168號前人行道                      | 32       | 2018/11/22 | |
| 龍安里集會所               | 龍江路99號前方廣場                        | 32       | 2018/12/7  | - 龍江公園 |
| 功學社新村                 | 功學路156號前方空地                       | 30       | 2019/1/10  | |
| 龍岡停車場                 | 龍東路202號機車停車場                     | 36       | 2019/1/29  | - 桃園市立龍岡國民中學 - 龍岡清真寺 |
| 新明國中                   | 民族路109號對面人行道                     | 38       | 2019/7/8   | - 桃園市中壢區新明國民中學 - 宋俊宏婦幼醫院                                                                                                   |
| 莒光公園(環中東路)         | 環中東路二段288號前人行道                 | 34       | 2019/7/10  | - 莒光公園 |
| 中壢公15公園               | 領航南路一段218號對面公園                 | 32       | 2019/7/12  | - 中壢公15公園 |
| 過嶺廣場                   | 松勤路13號對面公園                        | 32       | 2019/8/8   | |
| 中鑄公園                   | 中華路一段619巷31號對面公園               | 32       | 2019/8/21  | - 中鑄公園 |
| 新街國小                   | 環北路564號旁步道                         | 40       | 2019/8/22  | - 桃園市中壢區新街國民小學 |
| 環中東實踐路口             | 環中東路776號前人行道                     | 40       | 2019/9/5   | |
| 中華路一段文化二路口       | 中華路一段480號前方人行道                 | 50       | 2019/9/10  | - 宜得利家居中壢店 - 家樂福內壢店 - 日月光股份有限公司中壢廠                                                                                  |
| 青埔公10公園               | 青溪段233地號上人行道                     | 40       | 2019/12/19 | - 青埔公10公園 |
| 六和兒童公園               | 六和路55號對面公園                        | 32       | 2019/12/26 | - 六和兒童公園 |
| 福州橋                     | 福州二街513號對面步道                     | 34       | 2020/3/6   | |
| 老街溪環河步道(環北路)     | 環北路92號旁公園                          | 32       | 2020/3/27  | - 老街溪河濱步道 |
| 高鐵桃園站(3號出口)        | 高鐵北路一段6號前人行道                   | 48       | 2020/3/27  | - 高鐵桃園站 - 高鐵桃園站 - 華泰名品城 - 台灣高鐵探索館                                                                                       |
| 廣明停車場                 | 廣明路78號旁停車場                        | 40       | 2020/4/9   | |
| 高鐵北青昇二街口           | 高鐵北路二段96號旁公園                    | 32       | 2020/6/18  | |
| 竹風青庭                   | 領航北路一段296號前方人行道               | 30       | 2020/7/20  | |
| 忠孝黃昏市場               | 吉利七街65號旁綠地                        | 36       | 2020/7/29  | - 忠孝黃昏市場 - 內壢聖福宮 - 桃園市私立有得雙語中小學                                                                                        |
| 玖都機構                   | 公園路一段文發路口(土地公廟前)            | 32       | 2020/8/13  | - 洽溪里瑞士福德祠 |
| 天翔社區                   | 華美三路353號前人行道                     | 30       | 2020/9/25  | |
| 中壢區殯葬服務中心         | 培英路289號前人行道                       | 32       | 2020/10/19 | - 桃園市政府殯葬管理所中壢區殯葬服務中心 |
| 老街溪河岸廣場             | 中美路二段192號旁廣場                     | 32       | 2021/09/02 | - 老街溪河岸公園 |
| 健行科技大學民設學院       | 衡陽街93號對面停車場                      | 50       | 2021/09/02 | - 健行科技大學 |
| 中壢藝術館                 | 中美路31號對面人行道                      | 52       | 2021/11/17 | - 中壢藝術館 - 中壢中正公園 - 桃園市立圖書館中壢分館                                                                                          |
| 大潤發中壢店               | 中北路二段468號南側人行道                 | 50       | 2022/01/07 | - 大潤發中壢店 - 中北黃昏市場 |
| 同心公園                   | 青埔六街/青埔三街口(東南側)               | 32       | 2022/01/24 | - 同心公園 |
| 捷運老街溪站(A22)          | 中豐路與中央西路一段西側人行道            | 32       | 2022/10/26 | - 老街溪站 - 桃園市中壢區新明國民小學 |
| 領航南青溪路口             | 領航南路四段與青溪路二段口(東北側)        | 32       | 2022/12/27 | |
| 良茂詠恆                   | 領航南路二段350~396號前                   | 46       | 2023/01/17 | |
| 櫻花緻                     | 青溪路一段與青埔六街口東側人行道          | 31       | 2023/01/17 | - 中壢水資源回收中心 |
| 置地廣場 桃園              | 春德路132號對側                           | 32       | 2023/05/31 | - 桃園置地廣場 - 青埔公二公園 |
| 青昇公園                   | 領航南路四段與青昇路口                    | 32       | 2023/06/19 | - 青昇公園 - 青埔青昇宮 |
| 夢幻公園                   | 榮安十三街榮民路口(西南側)                | 12       | 2024/01/05 | - 夢幻公園 - 桃園市中壢區中正國民小學 - 全家便利商店中壢榮安店                                                                                |
| 忠福廣場                   | 南園二路292號對面忠福廣場旁人行道         | 10       | 2024/01/05 | - 忠福廣場 - 全家便利商店中壢金園店 |
| 啟英高中                   | 西園路76號對面啟英高中旁人行道            | 16       | 2024/01/05 | - 啟英學校財團法人桃園市啟英高級中等學校 - 桃園市中壢區忠福國民小學                                                                           |
| 五權公園                   | 正大街五族二街西北側人行道                | 12       | 2024/01/05 | - 五權公園 - 中壢五權親子館 - 7-ELEVEN立京門市                                                                                                |
| 仁祥公園                   | 華祥一街3巷2號對面公園旁人行道            | 10       | 2024/01/05 | - 仁祥公園 - 美廉社中壢華祥店 - 7-ELEVEN華勛門市                                                                                              |
| 篤行公園                   | 永福路47號對面人行道                      | 12       | 2024/01/05 | - 篤行公園 - 中壢區篤行市民活動中心 |
| 晉元路仁德一街口           | 仁德一街28-4號對面路側                    | 10       | 2024/01/05 | - 85度C咖啡中壢晉元店 - 7-ELEVEN元勛門市 |
| 華愛兒童公園               | 華愛街35號對面公園旁人行道                | 10       | 2024/01/05 | - 華愛兒童公園 |
| 南亞技術學院               | 中山東路三段414號內機車停車場             | 10       | 2024/01/05 | - 南亞技術學院 |
| 華勛公園                   | 華仁街68巷34號對面公園                    | 10       | 2024/01/05 | - 華勛公園 |
| 龍岡大操場                 | 龍岡路三段游泳路口旁公園人行道            | 10       | 2024/01/05 | - 龍岡大操場 |
| 普忠路770巷口              | 普忠路605號對面人行道                     | 12       | 2024/01/05 | |
| 龍安里集會所               | 龍江路99號前方廣場                        | 10       | 2024/01/05 | - 中壢區龍江市民活動中心 - 中壢龍江公園 - 7-ELEVEN統讚門市                                                                                    |
| 中壢仁德公園               | 崁頂路崁頂路1401巷口旁人行道              | 10       | 2024/01/05 | - 仁德公園 |
| 功學社新村                 | 功學路156號前方空地                       | 10       | 2024/01/05 | - 桃園市政府警察局中壢分局仁愛派出所 - OK便利商店中壢榮學店                                                                                   |
| 普忠榮民南路口             | 普忠路1168號前人行道                      | 13       | 2024/01/05 | - 全聯福利中心普忠店 |
| 龍岡停車場                 | 龍東路202號機車停車場                     | 14       | 2024/01/05 | - 屈臣氏龍岡門市 - 龍岡清真寺 - 財團法人中華基督教浸信會迦南堂                                                                                |
| 天翔社區                   | 華美三路353號前人行道                     | 10       | 2024/01/05 | - 全家便利商店中壢華美店 |
| 中壢區殯葬服務中心         | 培英路289號前人行道                       | 10       | 2024/01/05 | - 桃園市政府殯葬管理所中壢區殯葬服務中心 - 全家便利商店中壢培英店                                                                             |
| 銀河廣場                   | 九和一街48號對面銀河廣場人行道            | 20       | 2024/01/05 | - 銀河廣場 - 7-ELEVEN影華門市 - 威尼斯影城 - 全家便利商店中壢九和店 - 遠東SOGO中壢店                                                          |
| 中壢區公所                 | 環北路380號旁人行道                       | 10       | 2024/01/05 | - 中壢區公所 - 台中銀行中壢分行 - 桃園市政府青年事務局 - 中華郵政中壢環北郵局 - 永豐銀行中壢分行                                              |
| 光明公園                   | 民權路322號對面停車場                     | 24       | 2024/01/05 | - 光明公園 - 光明福德宮 - 全家便利商店中壢元權店 - 萊爾富便利商店中壢壢民店 - 中壢區大舊社市民活動中心                                        |
| 翠堤橋                     | 義民路105號旁人行道                       | 12       | 2024/01/05 | - 老街溪河濱步道 - 桃園市政府消防局第二大隊暨中壢分隊 - 舊社公園 - 中壢區舊明市民活動中心                                                     |
| 中央大學圖書館             | 中大路300號(中央大學校內圖書館前)         | 15       | 2024/01/05 | - 國立中央大學圖書館 - 國立中央大學行政大樓 - 國立中央大學文學二館 - 國立中央大學藝文中心                                                     |
| 中原大學                   | 中北路200號(中原大學校內懷恩樓後方空地)   | 20       | 2024/01/05 | - 中原大學懷恩樓 - 中原大學張靜愚紀念圖書館 - 星巴克中原大學門市                                                                              |
| 中壢高中                   | 中央西路二段215號對面人行道               | 18       | 2024/01/05 | - 7-ELEVEN三光門市 - 國立中央大學附屬中壢高級中學 - 85度C咖啡中壢壢中店                                                                       |
| 龍岡圓環                   | 龍東路龍岡路三段路口                      | 10       | 2024/01/05 | - 龍岡公園 - 中壢龍岡圓環 - 龍岡文藝活動中心 - 國軍人才招募中心桃園龍岡招募站 - 中華郵政中壢龍岡郵局 - 桃園市政府消防局第二大隊龍岡分隊       |
| 中壢國小                   | 康樂路61號旁公園                          | 12       | 2024/01/05 | - 桃園市中壢區中壢國民小學 - 壢小故事森林 |
| 中正公園(元化路)           | 元化路197巷對面中正公園旁人行道           | 10       | 2024/01/05 | - 中壢中正公園 - 中壢親子館 - 7-ELEVEN成豐門市 - 全聯福利中心元化店                                                                           |
| 莒光公園                   | 寧夏二街43號對面莒光公園入口圓環          | 10       | 2024/01/05 | - 莒光環保公園 - 中壢靈糧堂 |
| 中壢區聯合辦公大樓         | 溪洲街298號前方人行道                     | 10       | 2024/01/05 | - 中壢區聯合辦公大樓 - 7-ELEVEN耀康門市 - 坤慶公園                                                                                            |
| 內壢自強公園               | 強國路46號旁自強公園側人行道              | 14       | 2024/01/05 | - 內壢自強公園 - 桃園市中壢區戶政事務所自強工作站 - 桃園市立圖書館自強分館 - 桃園市政府警察局中壢分局自強派出所 - 中壢區自強市民活動中心      |
| 內壢復興公園               | 復華街191號對面復興公園旁人行道           | 14       | 2024/01/05 | - 內壢復興公園 - 中壢區復興復華市民活動中心 - 7-ELEVEN復強門市                                                                                |
| 信義國小                   | 成都路36號對面人行道                      | 10       | 2024/01/05 | - 桃園市中壢區信義國民小學 - 7-ELEVEN壢都門市                                                                                                 |
| 龍岡森林公園               | 龍岡路三段289號對面龍岡森林公園旁人行道   | 10       | 2024/01/05 | - 龍岡森林公園 - 全家便利商店中壢龍慈店 |
| 吉林路吉利六街口           | 吉林路吉利六街口東南側人行道              | 14       | 2024/01/05 | - 7-ELEVEN佶林門市 - 美廉社中壢吉林店 - 萊爾富便利商店中壢壢工店                                                                              |
| 健行科技大學               | 健行路229號(商學大樓後人行道)             | 18       | 2024/01/05 | - 健行科技大學 - 中華電信中壢龍岡門市 - 小北百貨龍岡店 - 全家便利商店中壢龍岡店                                                               |
| 內壢文化公園               | 文化路長春二路西北側公園旁人行道          | 10       | 2024/01/05 | - 內壢文化公園 - 中壢區文化市民活動中心 |
| 萬能科技大學               | 萬能路1號(萬芳樓後方人行道)               | 10       | 2024/01/05 | - 萬能科技大學 |
| 甲蟲公園                   | 元生二街元生三街口西北側公園旁人行道      | 10       | 2024/01/05 | - 甲蟲環保公園 - 小北百貨桃園忠孝店 |
| 桃園市立圖書館龍岡分館     | 台貿一街100號後方機車停車場               | 10       | 2024/01/05 | - 桃園市立圖書館龍岡分館 |
| 桃園市立圖書館內壢分館     | 光華三街10號前方人行道                    | 10       | 2024/01/05 | - 桃園市立圖書館內壢分館 - 成功公園 |
| 領航公園                   | 領航北路一段永裕路口北側公園旁人行道      | 10       | 2024/01/05 | - 領航公園 |
| 黎明公園                   | 同慶路榮民南路口西南側公園前方路側        | 10       | 2024/01/05 | - 黎明公園 - 桃園市政府消防局第二大隊華勛分隊 - 7-ELEVEN慶福門市 - 士校大池                                                                   |
| 中壢中央公園               | 建國北路9號對面公園人行道                 | 19       | 2024/01/05 | - 中壢中央公園 - 全家便利商店中壢金央店 |
| 龍和公園                   | 龍和三街290號(活動中心旁公園人行道)       | 10       | 2024/01/05 | - 龍和公園 |
| 金鋒太子                   | 金鋒四街50巷2號對面                       | 10       | 2024/01/05 | - 7-ELEVEN金鋒門市 |
| 過嶺國中                   | 松智路過嶺路一段路口人行道                | 10       | 2024/01/05 | - 桃園市立過嶺國民中學 |
| 南方莊園                   | 樹籽路8號對面停車場旁人行道               | 10       | 2024/01/05 | - 南方莊園渡假飯店 - 過嶺森林公園 |
| 青塘園                     | 洽溪路133號對面公園人行道                 | 10       | 2024/01/05 | - 青塘園 - 航空城靈糧堂 |
| 老街溪河川教育中心         | 中原路58號前方人行道                      | 10       | 2024/01/05 | - 老街溪河川教育中心 - 桃園市平鎮區新榮國民小學                                                                                               |
| 大江購物中心               | 中園路二段501號前方人行道                 | 10       | 2024/01/05 | - 大江購物中心 - 萊爾富便利商店中壢大江店 - 大江工業園區 - 中壢區內定市民活動中心                                                             |
| 大潤發中壢店               | 中北路二段468號南側人行道                 | 17       | 2024/01/05 | - 大全聯中壢店 - 中北黃昏市場 - 85度C咖啡中原店                                                                                               |
| 中鑄公園                   | 中華路一段619巷31號對面公園               | 10       | 2024/01/05 | - 中鑄公園 - 桃園市中壢區自立國民小學 - 星巴克內壢中華門市 - 寶雅中壢中華店 - 7-ELEVEN復華門市                                                |
| 竹風青田                   | 永園路一段130號前方人行道                 | 12       | 2024/01/05 | |
| 龍興國中                   | 龍勇路100號前方人行道                     | 10       | 2024/01/05 | - 桃園市立龍興國民中學 - 龍德公園 - 桃園市政府警察局中壢分局龍興派出所                                                                        |
| 龍慈龍和三街口             | 龍慈路與龍和三街旁路側                    | 10       | 2024/01/05 | - 龍慈9B公園 - 7-ELEVEN羿龍門市 |
| 六和兒童公園               | 六和路55號對面公園                        | 10       | 2024/01/05 | - 六和兒童公園 - 7-ELEVEN海和門市 - 康是美海合門市                                                                                            |
| 環中東實踐路口             | 環中東路776號前                           | 10       | 2024/01/05 | |
| 捷運高鐵桃園站(A18)        | 高鐵北路一段6號(對面捷運站出口外側人行道) | 16       | 2024/01/05 | - 高鐵桃園站 - 高鐵桃園站 - 華泰名品城 |
| 中央大學依仁堂             | 中大路300號(松苑餐廳前方廣場)             | 14       | 2024/01/05 | - 國立中央大學依仁堂 - 國立中央大學電機館 - 中央大學產學營運中心 - 國立中央大學羽球館 - 國立中央大學教學研究綜合大樓                          |
| 至善綠園                   | 龍昌路32號對面公園                        | 10       | 2024/01/05 | - 至善綠園 |
| 新明國中                   | 民族路109號(對側)                         | 10       | 2024/01/05 | - 桃園市立新明國民中學 - 全家便利商店新明店                                                                                                   |
| 莒光公園(環中東路)         | 環中東路二段288號前                       | 11       | 2024/01/05 | - 莒光公園 - 摩斯漢堡中壢環中店 - 麥當勞中壢環中東餐廳                                                                                        |
| 老街溪環河步道(環北路)     | 環北路92號旁公園                          | 10       | 2024/01/05 | - 老街溪河濱步道 |
| 高鐵北青昇二街口           | 高鐵北路二段96號旁公園                    | 10       | 2024/01/05 | - 青埔兒二公園 |
| 青埔公10公園               | 永昌路/永昌一路口(南側)                   | 12       | 2024/01/05 | - 洽溪公園 |
| 竹風青庭                   | 領航北路一段296號前方人行道               | 10       | 2024/01/05 | |
| 健行科技大學民設學院       | 衡陽街93號對面停車場                      | 16       | 2024/01/05 | - 健行科技大學民生與設計學院 - 桃園市立東興國民中學                                                                                           |
| 老街溪河岸廣場             | 中美路二段192號旁廣場                     | 10       | 2024/01/05 | - 老街溪河岸公園 - 小北百貨中壢中豐店 |
| 同心公園                   | 青埔六街/青埔三街口(東南側)               | 10       | 2024/01/05 | - 同心公園 |
| 良茂詠恆                   | 領航南路二段350~396號前                   | 13       | 2024/01/05 | |
| 忠孝黃昏市場               | 吉利七街65號旁綠地                        | 10       | 2024/01/05 | - 忠孝黃昏市場 - OK便利商店中壢吉林店 - 內壢聖福宮                                                                                            |
| 置地廣場 桃園              | 春德路132號對側                           | 16       | 2024/01/05 | - 桃園置地廣場 - 全家便利商店大園春德店 - 全聯福利中心大園春德店 - 皇家福德宮 - 青埔公二公園                                                  |
| 領航南青溪路口             | 領航南路四段與青溪路二段口(東北側)        | 12       | 2024/01/05 | - 7-ELEVEN高青門市 |
| 青昇公園                   | 領航南路四段與青昇路口                    | 10       | 2024/01/05 | - 青昇公園 - 全國加油站桃園高鐵站 - 全國電子青埔領航店                                                                                        |
| 中壢公15公園               | 領航南路一段/文德路口(東南側)             | 10       | 2024/01/05 | - 青埔文興公園（中壢公15公園） - 全聯福利中心中壢領航店 - 芝芭里福德祠                                                                        |
| 櫻花緻                     | 青溪路一段/青埔六街口東側人行道           | 10       | 2024/01/05 | - 7-ELEVEN松容門市 |
| 中壢火車站(前站)中和路     | 中和路109號空地                           | 24       | 2024/01/05 | - 中壢車站 - 中平行人徒步區 - 全家便利商店中壢聯運店 - 中壢客運總站 - 國光客運中壢站 - JC PARK食尚廣場中壢中正館                              |
| 中壢火車站(後站)           | 新興路68-94號對面人行道                   | 28       | 2024/01/05 | - 中壢車站 - 全家便利商店中壢後站店 - 7-ELEVEN驛光門市                                                                                        |
| 福州橋                     | 福州二街513號對面步道                     | 10       | 2024/01/05 | - 全家便利商店中壢福爵店 - 85度C咖啡中壢福州店                                                                                                |
| 興仁公園                   | 興仁路二段120號對面公園內人行道           | 16       | 2024/01/05 | - 興仁公園 |
| 常樂公園                   | 文化二路237-243號旁公園人行道             | 12       | 2024/01/05 | - 常樂公園 - 全家便利商店中壢元生店 - 內壢復興宮 - 內壢親子館                                                                                 |
| 內厝社區活動中心           | 中正路四段112號前方路側                   | 10       | 2024/01/05 | - 中壢區內厝市民活動中心 |
| 捷運老街溪站(A22)          | 中豐路/中央西路一段西側人行道             | 21       | 2024/01/05 | - 老街溪站 |
| 公七公園                   | 青商路288-298斜對面公園內                 | 33       | 2024/01/05 | - 青埔公七公園 - 中壢區青埔市民活動中心 |
| 紫雲宮                     | 自忠二街126號對面停車場                   | 10       | 2024/01/05 | - 中壢三教紫雲宮 - 新街溪河岸公園 |
| 高鐵桃園站(3號出口)        | 高鐵北路一段6號前人行道                   | 14       | 2024/01/05 | - 高鐵桃園站 - 高鐵桃園站 - 台灣高鐵探索館 - 宜家家居桃園店                                                                                   |
| 中壢藝術館                 | 中美路31號對面人行道                      | 9        | 2024/01/05 | - 中壢藝術館 - 仁祥醫院 - 中壢中正公園 - 桃園市立圖書館中壢分館 - 中華郵政中壢郵局                                                            |
| 莊敬廣場                   | 莊敬路38-1號對面自行車停放區              | 22       | 2024/01/05 | - 內壢車站 - 7-ELEVEN忠敬門市 |
| 忠孝廣場                   | 忠孝路8-22號對面路側                      | 28       | 2024/01/05 | - 忠孝廣場 - 台中銀行內壢分行 |
| 環中東永福路口             | 環中東路325號前人行道                     | 12       | 2024/01/05 | - 全聯福利中心中壢環中店 - 永豐銀行內壢分行 - 華南銀行內壢分行 - 摩斯漢堡內壢環東店                                                           |
| 捷運桃園體育園區站(A19)    | 高鐵南路二段369號對面人行道               | 15       | 2024/01/05 | - 桃園體育園區站 - 環球購物中心桃園A19 - 7-ELEVEN高萱門市                                                                                     |
| 捷運環北站(A21)            | 中豐北路26號旁人行道                      | 18       | 2024/01/05 | - 環北站 - 老街溪水岸綠廊 - 全國電子環北店 - 遠東國際商業銀行中壢分行 - 7-ELEVEN高進門市                                                      |
| 青埔國中                   | 領航北路二段281號前方人行道               | 10       | 2024/01/05 | - 桃園市立青埔國民中學 - 7-ELEVEN領航門市 |
| 自立新村(榮安一街)         | 榮安一街自立三街2巷北側人行道             | 10       | 2024/01/05 | |
| 青埔國小                   | 新生路四段127號對面人行道                 | 10       | 2024/01/05 | - 桃園市中壢區青埔國民小學 - 大園區農會青埔辦事處 - 兒七公園                                                                                  |
| 中華路一段文化二路口       | 中華路一段480號前                         | 14       | 2024/01/05 | - 宜得利家居中壢店 - 家樂福內壢店 - 日月光半導體製造股份有限公司中壢分公司                                                                    |
| 過嶺廣場                   | 松勤路13號(對側)                          | 11       | 2024/01/05 | - 過嶺廣場 |
| 新街國小                   | 環北路564號旁步道                         | 10       | 2024/01/05 | - 桃園市中壢區新街國民小學 |
| 廣明停車場                 | 廣明路78號旁停車場                        | 10       | 2024/01/05 | - 廣明一平面停車場 - 小北百貨廣明店 |
| 玖都機構                   | 公園路一段文發路口(土地公廟前)            | 10       | 2024/01/05 | - 瑞士福德祠 - 青埔兒十七公園 |
| 中壢新興公園               | 林森路90號前方人行道                      | 10       | 2024/01/05 | - 新興公園 - 桃園市南區老人活動中心 - 桃園市中壢區林森國民小學                                                                                |
| 元智大學                   | 遠東路135號(面元智大學左側人行道)         | 18       | 2024/01/05 | - 元智大學 |
| 中原文創園區(忠信路)       | 忠仁路33號                                | 20       | 2024/04/30 | - 中原文創園區 |
| 中壢一號E棟                | 中山東路四段30號                          | 50       | 2024/05/28 | - 全家便利商店中壢龍文店 - 永福羅漢松公園 |
| 青埔兒十公園               | 洽溪路361號東側                           | 25       | 2024/05/31 | - 青埔兒十公園 |
| 仁美公園                   | 仁慈路70巷22號                            | 20       | 2024/06/06 | - 仁美公園 |
| 太子鎮社區                 | 後寮一路166號                             | 25       | 2024/06/06 | - 農田水利署石門管理處中壢工作站 |
| 新街溪河濱公園             | 溪洲街149號西側                           | 35       | 2024/06/14 | - 新街溪河濱公園 |
| 清溪兒童公園               | 永泰路115號東側                           | 25       | 2024/06/14 | - 清溪兒童公園 |
| 中壢火車站(前站)美樂路     | 中和路209號西側                           | 64       | 2024/06/30 | - 中壢車站 - 全家便利商店中壢聯運店 - 桃園客運中壢總站 - 國光客運中壢總站 - 中壢客運總站 - 新竹客運中壢站 - 7-ELEVEN中天門市                  |
| 捷運高鐵桃園站(A18)2號出口 | 高鐵北路一段6號(對面捷運站2號出口東北方)  | 35       | 2024/10/09 | - 高鐵桃園站 - 高鐵桃園站 |
| 陸軍專校(龍東路)           | 龍東路750號                               | 20       | 2024/11/15 | - 中華民國陸軍專科學校 - 中華郵政中壢龍東路郵局                                                                                               |
| 萬坪公園                   | 龍川九街18號南側                          | 36       | 2024/12/12 | - 龍岡萬坪公園 |
| 復興中山路口(中壢)         | 中山路138號                               | 30       | 2024/12/16 | - 星巴克復興門市 - 中華電信中壢服務中心 - 台北富邦銀行中平分行 - 合作金庫銀行壢新分行 - 臺灣企銀中壢分行                                      |
| 普慶公園                   | 普慶路19-1號                              | 20       | 2024/12/17 | - 普慶公園 |
| 月眉環保公園(中壢)         | 環保路603號北側                           | 20       | 2024/12/17 | - 月眉環保公園 |
| 富台國小                   | 中山東路三段389號西側                     | 26       | 2024/12/18 | - 桃園市中壢區富台國民小學 |
| 青峰青昇路口               | 青峰路一段/青昇路(南側)                   | 56       | 2024/12/23 | |
| 環西路二段300巷口          | 環西路二段306號前                         | 17       | 2025/01/09 | - 全家便利商店中壢環西店 - 麥當勞環西店 |
| IKEA桃園店                 | 青心路/高鐵北路一段(南側)                 | 43       | 2025/01/21 | - IKEA桃園店 |
| 置地廣場桃園B區            | 大智路1號南側                             | 20       | 2025/02/14 | - 置地廣場桃園B區 |
| 西園南園二路口             | 西園路6號南側                             | 21       | 2025/03/26 | - 7-ELEVEN豐利門市 - 桃園市政府警察局中壢分局中福派出所 - 中壢藝術園區                                                                        |
| 中華路二段延平路口         | 中華路二段延平路口                        | 46       | 2025/04/01 | - 台灣中油中壢站 - 全國加油站中壢站 - 家樂福中原店                                                                                            |
| 仁和親子公園               | 晉元路301巷46號                           | 18       | 2025/04/22 | - 仁和親子公園 - 華勛福德宮 |
| 捷運興南站(A20)            | 興北二路中豐北路一段                      | 40       | 2025/04/28 | - 興南站 |
| 桃園會展中心               | 領航北路一段99號                          | 26       | 2025/04/29 | - 桃園會展中心 - 青埔運動公園 - 樂天桃園棒球場                                                                                                |
| 聖德基督學院               | 新生路二段興北三路口                      | 30       | 2025/05/08 | - 統一速達中壢綜合轉運中心暨中壢一營業所（7-ELEVEN速達門市） - 聖德基督學院 - 亞東藝文中心                                                    |
| 中央西路一段大同路口       | 中央西路一段大同路口                      | 24       | 2025/06/03 | - 國泰世華銀行中壢分行 - 屈臣氏中三門市 |
| 中壢火車站(前站)中和路二   | 中和路101號                               | 70       | 2025/06/07 | - 中壢車站 |
| 環中東榮安一街口           | 環中東路202號                             | 36       | 2025/06/10 | - 台灣大哥大中壢環中加盟門市 - 肯德基中壢環中東餐廳 - 星巴克內壢環中東門市                                                                    |
| 中壢分局仁愛派出所         | 華美一路101號                             | 32       | 2025/06/25 | - 桃園市政府警察局中壢分局仁愛派出所 - 7-ELEVEN華愛門市 - 桃園市政府環境管理處中壢區清潔中隊                                                  |
| 中壢運動公園1號停車場      | 環中東路二段吉長二街口                    | 59       | 2025/07/14 | - 中壢運動公園 |
| 中正公園(中美路)           | 中美路113號北側                           | 63       | 2025/08/01 | - 中壢中正公園 - OK便利商店中壢監理站門市 - 桃園市立圖書館中壢分館 - 交通部公路局新竹區監理所中壢監理站                                       |
| 龍慈路龍岡路三段281巷口    | 龍慈路810號前人行道                       | 22       | 2025/08/14 | - 馬祖新村眷村文創園區 - 馬祖社區公園 - 7-ELEVEN瓏慈門市                                                                                      |

## 桃園區
| 車站名稱                     | 擺放位置                               | 鎖孔數量 | 啟用日期   | 周邊設施 |
| ---------------------------- | -------------------------------------- | -------- | ---------- | --- |
| 桃園延平公園                 | 大豐路187號對面延平公園旁人行道        | 70       | 2016/6/25  | - 桃園延平公園 - 桃園市婦女館 - 桃園市桃園區建國國民小學                                                            |
| 福豐公園                     | 建國路昆明路口(西北側)                 | 38       | 2016/6/25  | - 福豐公園 - 桃園客運桃園站 - 福安公園                                                                              |
| 桃園火車站(後站)             | 延平路26號對面人行道                   | 70       | 2016/6/25  | - 桃園車站 |
| 桃園市立圖書館桃園分館       | 民權路32號前方人行道                   | 82       | 2016/6/26  | - 桃園市立圖書館桃園分館 - 文昌公園 - 桃園市桃園區桃園國民小學 - 桃園景福宮 - 桃園市政府警察局桃園分局景福派出所    |
| 民族公園                     | 汕頭街15號對面民族公園旁人行道         | 44       | 2016/6/26  | - 民族公園 - 桃園市桃園區桃園國民中學 - 桃園市桃園區西門國民小學                                                    |
| 桃園展演中心(同德六街)       | 同德六街藝文二街口東南側廣場           | 50       | 2016/7/23  | - 桃園展演中心 - 桃園藝文特區                                                                                       |
| 同德國中                     | 南平路479號對面同德國中旁人行道        | 38       | 2016/7/23  | - 桃園市桃園區同德國民中學                                                                                          |
| 桃園陽明高中                 | 德壽街8號前方人行道                    | 60       | 2016/7/23  | - 桃園市立陽明高級中等學校 - 桃園市立桃園特殊教育學校 - 新竹區監理所桃園監理站                                      |
| 三民運動公園                 | 三民路一段200號前方人行道              | 50       | 2016/7/25  | - 三民運動公園 - 桃園市桃園區青溪國民小學 - 桃園市土地公文化館 - 桃園國民運動中心                                   |
| 朝陽森林公園                 | 朝陽街104-108號對面機車停車場          | 40       | 2016/7/25  | - 朝陽森林公園 - 桃園市政府警察局桃園分局青溪派出所 - 桃園鎮撫宮                                                    |
| 東溪綠園                     | 成功路二段1號旁小公園                  | 70       | 2016/8/20  | - 桃園翰品酒店 - 桃園市市長官邸                                                                                     |
| 桃園市立圖書館大林分館       | 樹仁二街37號後方人行道                 | 46       | 2016/9/13  | - 桃園市立圖書館大林分館 - 桃園市政府警察局桃園分局大樹派出所                                                       |
| 桃園建國公園                 | 桃鶯路93號對面建國公園旁人行道         | 38       | 2016/9/14  | - 桃園建國公園 - 桃鶯公園                                                                                           |
| 桃園展演中心(南平路)         | 南平路336號對面人行道                  | 42       | 2016/9/14  | - 桃園展演中心 - 桃園藝文特區                                                                                       |
| 新埔公園                     | 同安街203號對面人行道                  | 34       | 2016/9/14  | - 新埔公園 |
| 國強公園                     | 國強一街益壽一街口(東北側人行道)       | 56       | 2016/9/15  | - 國強公園 |
| 中寧公園                     | 同德二街177號對面中寧公園旁人行道      | 32       | 2016/10/1  | - 中寧公園 |
| 瑞慶公園                     | 中埔一街362號對面瑞慶公園旁人行道      | 40       | 2016/10/8  | - 瑞慶公園 - 桃園市桃園區莊敬國民小學                                                                               |
| 陽明運動公園                 | 介壽路199號前方人行道                  | 42       | 2016/10/18 | - 陽明運動公園 - 桃園市審計處 - 桃園市大樹林天后宮                                                                  |
| 桃園龍岡公園                 | 國豐一街101號對面龍岡公園旁人行道      | 34       | 2016/10/20 | - 龍岡公園 - 桃園市政府警察局桃園分局龍安派出所 - 龍安黃昏市場                                                      |
| 桃園龍鳳公園                 | 國豐五街51號對面龍鳳公園旁人行道       | 40       | 2016/10/20 | - 桃園龍鳳公園 - 桃園區戶政事務所 - 桃園地政事務所 - 桃園區衛生所                                                   |
| 桃園市政府文化局             | 縣府路21號面文化局左側路側             | 46       | 2016/10/31 | - 桃園市政府文化局 - 桃園市桃園區公所 - 法務部調查局桃園市調查站 - 桃園市政府                                       |
| 成功春日路口                 | 成功路二段春日路口東南側人行道         | 100      | 2016/11/12 | - 桃園市桃園區東門國民小學 - 桃園市政府地方稅務局 - 國立臺北科技大學附屬桃園農工高級中等學校                        |
| 桃園巨蛋                     | 三民路100號對面人行道                  | 72       | 2016/11/22 | - 桃園巨蛋 - 桃園市議會                                                                                             |
| 衛福部桃園醫院               | 龍壽街60號對面人行道                   | 34       | 2016/11/29 | - 衛生福利部桃園醫院                                                                                                |
| 西門綠園                     | 文康街61號對面人行道                   | 32       | 2016/12/3  | - 西門運動場 |
| 中德里休閒廣場               | 國際一路國際二路口西南側停車場         | 34       | 2016/12/3  | - 國際公園 |
| 桃園火車站(前站)             | 中正路1號面火車站右方人行道            | 66       | 2016/12/10 | - 桃園車站 - 遠東百貨桃園店 - 新光三越桃園站前店 - 國光客運桃園站                                                   |
| 大業國小                     | 民光東路280號對面人行道                | 42       | 2016/12/13 | - 桃園市桃園區大業國民小學                                                                                          |
| 大有國中                     | 大有路民光東路口西北側人行道           | 48       | 2016/12/13 | - 桃園市立大有國民中學 - 新光三越桃園大有店 - 桃園市桃園區大有國民小學                                              |
| 桃園市政府                   | 縣府路3號對面廣場                      | 74       | 2016/12/17 | - 桃園市政府 |
| 忠孝兒童遊樂場               | 宏昌七街泰昌三街西南側廣場             | 58       | 2016/12/28 | - 忠孝兒童遊樂場 |
| 慈文國中                     | 中正路835號前方人行道                  | 50       | 2017/3/11  | - 桃園市立慈文國民中學                                                                                              |
| 桃園市立游泳池               | 吉昌街86號(對面人行道)                 | 40       | 2017/3/16  | - 桃園市立游泳池 |
| 桃園市政府警察局桃園分局     | 永安路375號旁人行道                    | 34       | 2017/3/31  | - 桃園市政府警察局桃園分局 - 桃園市政府消防局 - 桃園市政府住宅發展處 - 桃園市私立康萊爾雙語中小學                   |
| 寶山公園                     | 民有三街517號對面公園旁人行道          | 34       | 2017/4/14  | - 寶山公園 |
| 桃園永康公園                 | 力行路中正五街口東南側人行道           | 34       | 2017/5/10  | - 永康公園 |
| 國強一街上海路口             | 國強一街上海路口西北側高架橋下廣場     | 40       | 2017/5/10  | |
| 桃園龍山國小                 | 龍祥街94號對面人行道                   | 34       | 2017/5/12  | - 桃園市桃園區龍山國民小學                                                                                          |
| 同新公園                     | 同安街經國路251巷口(東南側人行道)      | 42       | 2017/5/18  | - 同新公園 - 桃園市桃園區慈文國民小學                                                                               |
| 青溪公園                     | 自強路217號前方人行道                  | 38       | 2017/5/18  | - 青溪公園 - 桃園市立圖書館會稽分館 - 桃園市桃園區青溪國民小學                                                      |
| 中正一正康一街口             | 正康一街1號對面機車停車場              | 34       | 2017/8/24  | - 桃園光影文化館 - 桃園果菜市場                                                                                     |
| 家樂福經國店                 | 天祥三街10號對面人行道                 | 44       | 2017/9/3   | - 家樂福經國店 - 敏盛綜合醫院                                                                                       |
| 玉山公園                     | 南豐二街120號斜前方公園側              | 34       | 2017/9/5   | - 玉山公園 |
| 桃園中正公園(同安街)         | 同安街601號旁公園人行道                | 60       | 2017/9/20  | - 桃園中正公園 - 桃園市立圖書館埔子分館                                                                             |
| 大同西路簡易公園             | 大同西路7巷4號對面公園                 | 40       | 2017/10/7  | |
| 建新公園                     | 陽明十二街25號對面公園旁人行道         | 38       | 2017/10/24 | - 建新公園 |
| 經國國中                     | 經國路276號(面經國國中校門左側人行道)  | 32       | 2017/11/15 | - 桃園市桃園區經國國民中學                                                                                          |
| 會稽國中                     | 大興路222號(面會稽國中校門左側人行道)  | 32       | 2017/11/17 | - 桃園市立會稽國民中學                                                                                              |
| 霖園兒童公園                 | 國鼎二街132號(對面公園東側人行道)      | 66       | 2017/11/24 | - 霖園兒童公園 - 桃園市桃園區中山國民小學                                                                           |
| 風禾公園                     | 文中二路慈文路口東北側人行道           | 40       | 2017/12/16 | - 風禾公園 |
| 桃園觀光夜市旅客服務中心     | 正康三街8號旁停車場                    | 36       | 2017/12/30 | - 桃園觀光夜市 |
| 財政部北區國稅局桃園分局     | 三元街150號                            | 36       | 2018/2/26  | - 財政部北區國稅局桃園分局                                                                                          |
| 大檜溪公園                   | 興一街65巷50號(地下停車場出入口旁公園) | 32       | 2018/2/26  | - 大檜溪公園 |
| 溫州公園                     | 大興西路二段139巷173號旁公園人行道     | 36       | 2018/5/14  | - 溫州公園 |
| 龍安公園                     | 國豐七街122號對面公園                  | 30       | 2018/7/6   | - 龍安里活動中心 |
| 成功國小                     | 中正三街與長春路口                     | 34       | 2018/8/10  | - 桃園市桃園區成功國民小學                                                                                          |
| 中德里市民活動中心           | 國際路一段與國際路一段678巷口          | 32       | 2018/8/17  | - 中德里市民活動中心                                                                                                |
| 大魯閣(中正路)               | 中正北路2巷16號對面廣場                | 32       | 2018/8/17  | - 大魯閣棒壘球打擊場桃園中正館                                                                                      |
| 向陽公園                     | 正光路186巷50號對面人行道              | 40       | 2018/9/14  | |
| 永定二保定三街89巷口         | 永定二街保定三街89巷口公園內           | 32       | 2018/9/17  | |
| 國豐公園                     | 龍鳳三街65巷2號對面公園                | 36       | 2018/10/2  | |
| 經國轉運站(經國路)           | 水汴頭段14地號園道內                   | 40       | 2018/11/13 | - 經國轉運站 |
| 桃園區南平運動中心           | 南平路23號對面人行道                   | 42       | 2018/11/16 | - 桃園南平運動中心                                                                                                  |
| 文昌國中                     | 民生路729號前方人行道                  | 36       | 2018/11/16 | - 桃園市立文昌國民中學                                                                                              |
| 國信公園                     | 國信街1號對面公園                      | 40       | 2018/11/19 | |
| 台北榮民總醫院桃園分院       | 成功路三段三聖路口旁人行道             | 46       | 2018/11/21 | - 台北榮民總醫院桃園分院                                                                                            |
| 同安國小                     | 同德十一街33號對面人行道               | 38       | 2018/11/23 | - 桃園市桃園區同安國民小學                                                                                          |
| 北門國小                     | 大連一街103號對面人行道                | 36       | 2018/11/30 | - 桃園市桃園區北門國民小學                                                                                          |
| 復興三民路口                 | 復興路308號旁停車場                    | 44       | 2019/1/18  | - 桃園市桃園區南門國民小學                                                                                          |
| 水汴頭音樂廣場               | 鹽庫西街70號對面空地                   | 36       | 2019/2/2   | - 家樂福桃園店 |
| 中山路裕和街口               | 中山路1306號旁人行道                   | 34       | 2019/2/15  | |
| 中路兒2公園                  | 永安路765巷8號對面公園                 | 32       | 2019/3/29  | |
| 桃智路廣豐三街口             | 桃智路31號前外側人行道及路側           | 28       | 2019/4/12  | |
| 南門公園                     | 文化街64號對面公園                     | 42       | 2019/4/22  | - 南門公有零售市場                                                                                                  |
| 春日路民富九街口             | 春日路618號前方人行道                  | 34       | 2019/5/9   | |
| 介壽公園                     | 介壽段16地號公園                       | 34       | 2019/9/6   | - 介壽公園 - 桃園市桃園區建國國民中學                                                                               |
| 同安親子公園                 | 同安街358號對面公園                    | 34       | 2019/10/4  | |
| 中正莊敬路口                 | 中正路1379號前方人行道                 | 32       | 2019/10/16 | |
| 藝文一街大興西路口           | 藝文一街6號對面廣場                    | 50       | 2019/10/17 | |
| 桃園高中                     | 成功路三段8號旁邊空地                  | 62       | 2019/10/18 | - 桃園市立桃園高級中等學校 - 虎頭山物聯網創新基地                                                                   |
| 陽明運動公園(建新街)         | 建新街163號對面公園籃球場旁            | 36       | 2019/11/5  | - 陽明運動公園 |
| 昭揚建築(水秀公園)           | 力行路688巷11號旁公園                  | 32       | 2019/12/11 | |
| 桃園建國國小                 | 昆明路120號對面人行道                  | 46       | 2020/4/17  | - 桃園市桃園區建國國民小學                                                                                          |
| 中信公園                     | 德華街92號對面路側                     | 32       | 2020/5/20  | |
| 仁愛兒童公園                 | 宏昌九街17號對面公園                   | 36       | 2020/6/17  | - 仁愛兒童公園 |
| 下埔子溪綠地(天祥七街)       | 天祥七街72號旁公園                     | 40       | 2020/7/13  | |
| 龍園公園                     | 中山路1216巷公園旁                     | 32       | 2021/3/18  | |
| 復興路朝陽街口               | 復興路51號旁停車場                     | 40       | 2021/5/28  | - 永豐銀行桃園分行 - 元大銀行桃興分行                                                                               |
| 青溪國中                     | 中山東路/中山東路126巷口(西南側)       | 36       | 2021/11/25 | - 桃園市立青溪國民中學 - 桃園國民運動中心                                                                           |
| 東埔公園                     | 正康二街/美光街口東北側                | 34       | 2021/12/8  | - 東埔公園 |
| 桃園煉油廠南門綠地           | 中油煉油廠南門綠地南側(鹽務路)         | 32       | 2022/05/09 | - 桃園煉油廠南門綠地                                                                                                |
| 大業路二段235巷口            | 大業路二段252號旁                      | 32       | 2022/06/13 | - 桃園市桃園區會稽國民小學                                                                                          |
| 中路運動公園                 | 溫州一路59號對側                       | 36       | 2022/07/08 | - 中路運動公園 |
| 廈門立體停車場               | 文中東路與忠一路口(東側)               | 28       | 2022/08/08 | - 廈門立體停車場 |
| 勞工教育大樓                 | 民生路650號                            | 40       | 2022/09/26 | - 桃園市勞工教育大樓                                                                                                |
| 幸福路水岸二街口             | 幸福路318號                            | 32       | 2023/02/13 | |
| 法治守法路口                 | 法治路4號對側                          | 44       | 2023/08/01 | - 桃園市政府環境保護局 - 桃園市政府新建工程處                                                                       |
| 桃園火車站(前站)             | 中正路1號面火車站右方人行道            | 26       | 2024/01/05 | - 桃園車站 - 全家便利商店桃園站前店 - 7-ELEVEN大權門市 - 遠東百貨桃園店 - 新光三越桃園站前店 - 國光客運桃園站       |
| 桃園火車站(後站)             | 延平路26號對面人行道                   | 26       | 2024/01/05 | - 桃園車站 - 7-ELEVEN新桃林門市                                                                                     |
| 桃園市立圖書館大林分館       | 樹人二街37號後方人行道                 | 14       | 2024/01/05 | - 桃園市立圖書館大林分館 - 大林公園                                                                                 |
| 大檜溪公園                   | 興一街65巷71號(地下停車場出入口旁公園) | 14       | 2024/01/05 | - 大檜溪公園 - 桃園區會稽市民活動中心                                                                               |
| 民族公園                     | 汕頭街15號對面民族公園旁人行道         | 10       | 2024/01/05 | - 民族公園 |
| 朝陽森林公園                 | 朝陽街104-108號對面機車停車場          | 11       | 2024/01/05 | - 朝陽森林公園 |
| 桃園延平公園                 | 大豐路187號對面                        | 18       | 2024/01/05 | - 延平公園 - 延德宮 - 7-ELEVEN新達豐門市 - 桃園市婦女館                                                             |
| 福豐公園                     | 建國路/昆明路口(西北側)                | 12       | 2024/01/05 | - 福豐公園 - 7-ELEVEN驊豐門市                                                                                       |
| 桃園建國公園                 | 桃鶯路93號對面                         | 14       | 2024/01/05 | - 建國公園 - 7-ELEVEN擎天門市                                                                                       |
| 桃園陽明高中                 | 德壽街8號前方人行道                    | 20       | 2024/01/05 | - 桃園市立陽明高級中等學校 - 桃園市立桃園特殊教育學校                                                               |
| 桃園展演中心(同德六街)       | 同德六街藝文二街口東南側廣場/small>    | 14       | 2024/01/05 | - 桃園展演中心 - 凱基銀行藝文分行 - 7-ELEVEN千藝門市                                                                |
| 東溪綠園                     | 成功路二段1號旁小公園                  | 22       | 2024/01/05 | - 東溪綠園 - 兆豐國際商業銀行桃園分行 - 萊爾富便利商店桃市桃園店 - 星巴克成功門市 - 元大銀行成功分行                |
| 三民運動公園                 | 三民路一段200號前方人行道              | 10       | 2024/01/05 | - 三民運動公園 - 桃園市桃園親子館                                                                                   |
| 桃園龍鳳公園                 | 國豐五街51號對面龍鳳公園旁人行道       | 14       | 2024/01/05 | - 龍鳳公園 - 桃園市桃園區戶政事務所 - 全家便利商店桃園國安店                                                        |
| 桃園龍岡公園                 | 國豐一街101號對面龍岡公園旁人行道      | 10       | 2024/01/05 | - 桃園龍岡公園 - 桃園市政府警察局桃園分局龍安派出所                                                                 |
| 幸福路水岸二街口             | 幸福路318號                            | 10       | 2024/01/05 | - 福仁宮 |
| 桃園煉油廠南門綠地           | 中油煉油廠南門綠地南側(鹽務路)         | 10       | 2024/01/05 | - 桃園煉油廠南門綠地                                                                                                |
| 龍園公園                     | 中山路1216巷公園旁                     | 10       | 2024/01/05 | - 龍園公園 |
| 法治守法路口                 | 法治路4號對側                          | 10       | 2024/01/05 | - OK便利商店桃園法治店 - 桃園市政府環境保護局                                                                       |
| 文昌國中                     | 民生路729號前方人行道                  | 10       | 2024/01/05 | - 桃園市立文昌國民中學雙語創新學校                                                                                  |
| 中信公園                     | 德華街92號對面路側                     | 10       | 2024/01/05 | - 中信公園 |
| 中山路裕和街口               | 中山路1306號旁人行道                   | 10       | 2024/01/05 | - 聯邦銀行南桃園分行                                                                                                |
| 中路運動公園                 | 溫州一路59號對側                       | 10       | 2024/01/05 | - 中路運動公園 |
| 中路兒2公園                  | 永安路765巷8號對面公園                 | 12       | 2024/01/05 | - 中路兒2公園 |
| 國強公園                     | 國強一街益壽一街口(東北側人行道)       | 14       | 2024/01/05 | - 國強公園 |
| 桃園展演中心(南平路)         | 南平路336號對面人行道                  | 12       | 2024/01/05 | - 桃園展演中心 - 國泰世華銀行同德分行 - 桃園市立圖書館總館 - 桃知道文創生活廣場                                     |
| 新埔公園                     | 同安街203號對面人行道                  | 10       | 2024/01/05 | - 新埔公園 |
| 中寧公園                     | 同德二街177號對面中寧公園旁人行道      | 12       | 2024/01/05 | - 中寧公園 |
| 忠孝兒童遊樂場               | 宏昌七街泰昌三街西南側廣場             | 20       | 2024/01/05 | - 忠孝公園 - 美廉社桃園泰昌店                                                                                       |
| 西門綠園                     | 文康街61號對面人行道                   | 10       | 2024/01/05 | - 西門綠園 - 桃園市玄武廟 - 公有西門停車場                                                                          |
| 慈文國中                     | 中正路835號前方人行道                  | 14       | 2024/01/05 | - 桃園市立慈文國民中學 - 7-ELEVEN慈中門市                                                                           |
| 桃園市政府警察局桃園分局     | 永安路375號旁人行道                    | 10       | 2024/01/05 | - 桃園市政府警察局桃園分局 - 全家便利商店桃園永行店 - 中華郵政桃園永安郵局 - 台灣大哥大桃園永安服務中心             |
| 桃園市政府文化局             | 縣府路21號面文化局左側路側             | 12       | 2024/01/05 | - 桃園市政府文化局 - 桃園市立圖書館文化局分館 - 7-ELEVEN千山門市                                                    |
| 桃園永康公園                 | 力行路中正五街口東南側人行道           | 10       | 2024/01/05 | - 永康公園 - 桃園區永康市民活動中心                                                                                 |
| 同新公園                     | 同安街經國路251巷口(東南側人行道)      | 10       | 2024/01/05 | - 同新公園 |
| 青溪公園                     | 自強路217號前方人行道                  | 10       | 2024/01/05 | - 青溪公園 - 7-ELEVEN湧強門市                                                                                       |
| 建新公園                     | 陽明十二街25號對面公園旁人行道         | 10       | 2024/01/05 | - 建新公園 |
| 桃園中正公園(同安街)         | 同安街601號旁公園人行道                | 16       | 2024/01/05 | - 桃園中正公園 - 桃園市立圖書館埔子分館                                                                             |
| 成功國小                     | 中正三街與長春路口                     | 12       | 2024/01/05 | - 桃園市桃園區成功國民小學 - 桃園市政府消防局三民分隊及第一搜救分隊                                                 |
| 霖園兒童公園                 | 國鼎二街132號(對面公園東側人行道)      | 12       | 2024/01/05 | - 霖園兒童公園 |
| 大同西路簡易公園             | 大同西路7巷4號對面公園)                | 14       | 2024/01/05 | - 大同西路簡易公園                                                                                                  |
| 玉山公園                     | 南豐二街120號斜前方公園側)             | 10       | 2024/01/05 | - 玉山公園 |
| 龍安公園                     | 國豐七街122號對面公園                  | 10       | 2024/01/05 | - 龍安公園 |
| 桃園區南平運動中心           | 南平路23號對面人行道                   | 10       | 2024/01/05 | - 桃園區南平運動中心                                                                                                |
| 中德里休閒廣場               | 國際一路國際二路口西南側停車場         | 10       | 2024/01/05 | - 中德里休閒廣場 |
| 中德里市民活動中心           | 國際路一段與國際路一段678巷口          | 12       | 2024/01/05 | - 中德里市民活動中心                                                                                                |
| 國豐公園                     | 龍鳳三街65巷2號對面公園                | 12       | 2024/01/05 | - 國豐公園 |
| 向陽公園                     | 正光路186巷50號對面人行道              | 10       | 2024/01/05 | - 向陽公園 |
| 北門國小                     | 大連一街103號對面人行道                | 12       | 2024/01/05 | - 桃園市桃園區北門國民小學 - 7-ELEVEN連埔門市 - 全家便利商店桃園早稻田店                                            |
| 大魯閣(中正路)               | 中正北路2巷16號對面廣場                | 10       | 2024/01/05 | - 大魯閣棒壘球打擊場桃園中正館                                                                                      |
| 成功春日路口                 | 成功路二段春日路口東南側人行道         | 32       | 2024/01/05 | - 國立臺北科技大學附屬桃園農工高級中等學校 - 全家便利商店桃園東陽店                                                 |
| 桃園巨蛋                     | 三民路1號對面人行道                    | 16       | 2024/01/05 | - 桃園市立綜合體育館 - 7-ELEVEN山民門市                                                                             |
| 大有國中                     | 大有路民光東路口西北側人行道           | 10       | 2024/01/05 | - 桃園市立大有國民中學 - 桃園市桃園區大有國民小學 - 桃林鐵馬道星光步道                                              |
| 桃園市立游泳池               | 吉昌街86號(對面人行道)                 | 10       | 2024/01/05 | - 桃園市立游泳池 - 全家便利商店桃園吉昌店 - 7-ELEVEn金凱旋門市                                                      |
| 國強一街上海路口             | 國強一街上海路口西北側高架橋下廣場     | 10       | 2024/01/05 | - 7-ELEVEN尚國門市                                                                                                  |
| 桃園龍山國小                 | 龍祥街94號對面人行道                   | 11       | 2024/01/05 | - 桃園市桃園區龍山國民小學 - 7-ELEVEN富邑門市                                                                       |
| 經國國中                     | 經國路276號(面經國國中校門左側人行道)  | 10       | 2024/01/05 | - 桃園市立經國國民中學 - 中華郵政桃園慈文郵局 - 陽信銀行東桃園分行                                                  |
| 風禾公園                     | 文中二路慈文路口東北側人行道           | 10       | 2024/01/05 | - 風禾公園 |
| 桃園觀光夜市旅客服務中心     | 正康三街8號旁停車場                    | 10       | 2024/01/05 | - 桃園觀光夜市旅客服務中心 - 7-ELEVEN埔民門市                                                                       |
| 溫州公園                     | 溫州街65號                             | 10       | 2024/01/05 | - 溫州公園 |
| 昭揚建築(水秀公園)           | 力行路688巷11號旁公園                  | 12       | 2024/01/05 | - 水秀公園 |
| 廈門立體停車場               | 文中東路與忠一路口(東側)               | 12       | 2024/01/05 | - 廈門街立體停車場 - 中正光興市民活動中心 - 桃園市政府桃園市區車輛行車事故鑑定委員會                                |
| 台北榮民總醫院桃園分院       | 成功路三段三聖路口旁人行道             | 10       | 2024/01/05 | - 臺北榮民總醫院桃園分院 - 行政院國軍退除役官兵輔導委員會榮民計程車服務中心桃園地區分中心 - 7-ELEVEN有成門市        |
| 陽明運動公園(建新街)         | 建新街163號對面籃球場旁                | 10       | 2024/01/05 | - 陽明運動公園 - 天主教聖保祿醫院 - 全家便利商店桃園建新店                                                          |
| 仁愛兒童公園                 | 宏昌九街17號對面公園                   | 10       | 2024/01/05 | - 仁愛兒童公園 |
| 大業路二段235巷口            | 大業路二段252號旁                      | 10       | 2024/01/05 | - 7-ELEVEN健業門市                                                                                                  |
| 勞工教育大樓                 | 民生路650號                            | 10       | 2024/01/05 | - 桃園市勞工教育大樓 - 臺灣菸酒公司桃園營業所                                                                       |
| 桃智路廣豐三街口             | 桃智路31號前側人行道                   | 10       | 2024/01/05 | - 7-ELEVEN智勝門市 - 路易莎咖啡八德廣豐門市                                                                         |
| 復興三民路口                 | 復興路308號旁停車場                    | 10       | 2024/01/05 | - 桃園慈護宮 - 小北百貨桃園復興店                                                                                   |
| 藝文一街大興西路口           | 藝文一街/大興西路一段                  | 14       | 2024/01/05 | - 滙豐銀行桃園分行 - 麥當勞桃園大興西餐廳 - 渣打銀行莊敬分行                                                        |
| 春日路民富九街口             | 春日路612號前方人行道                  | 10       | 2024/01/05 | - JC PARK食尚廣場桃園春日館 - 音樂之林公園                                                                          |
| 南門公園                     | 三民路三段321號對側                    | 12       | 2024/01/05 | - 南門公園 - 桃園區南門市民活動中心 - 南門公有零售市場 - 麥當勞桃園三民餐廳                                         |
| 中正莊敬路口                 | 中正路1379號前方人行道                 | 10       | 2024/01/05 | - 全家便利商店桃園莊敬店 - 元大銀行桃園分行                                                                         |
| 經國轉運站(經國路)           | 經國路818號旁空地                      | 10       | 2024/01/05 | - 經國轉運站 - 全國加油站桃園交流道站                                                                               |
| 青溪國中                     | 中山東路/中山東路126巷口(西南側)       | 13       | 2024/01/05 | - 桃園市立青溪國民中學 - 桃園區三民市民活動中心 - OK便利商店桃園運動門市 - 桃園國民運動中心                         |
| 復興路朝陽街口               | 復興路51號旁停車場                     | 10       | 2024/01/05 | - 元大銀行桃興分行 - 永豐銀行桃園分行 - 7-ELEVEN成皇門市 - 台灣中油大新站 - 東溪綠園自行車道 - 家樂福超市桃園復興店 |
| 下埔子溪綠地(天祥七街)       | 天祥七街72號旁公園                     | 10       | 2024/01/05 | - 下埔子溪綠地 |
| 桃園高中                     | 成功路三段8號旁                        | 20       | 2024/01/05 | - 虎頭山公園 - 桃園市立桃園高級中等學校                                                                             |
| 介壽公園                     | 介壽段16地號公園                       | 10       | 2024/01/05 | - 介壽公園 - 桃園市立建國國民中學 - 陽明社區公園 - 福林公園                                                         |
| 大業國小                     | 民光東路280號對面人行道                | 14       | 2024/01/05 | - 桃園市桃園區大業國民小學 - 莫內河濱公園 - 85度C咖啡桃園大業店 - 全聯福利中心桃園福元店 - 全家便利商店桃園民富店   |
| 會稽國中                     | 大興路222號(面會稽國中校門左側人行道)  | 11       | 2024/01/05 | - 桃園市立會稽國民中學 - 7-ELEVEN興一門市                                                                           |
| 同德國中                     | 南平路479號對面同德國中旁人行道        | 18       | 2024/01/05 | - 桃園市立同德國民中學                                                                                              |
| 瑞慶公園                     | 中埔一街362號對面瑞慶公園旁人行道      | 10       | 2024/01/05 | - 瑞慶公園 - 桃園區瑞慶市民活動中心                                                                                 |
| 衛福部桃園醫院               | 龍壽街60號對面人行道                   | 10       | 2024/01/05 | - 衛生福利部桃園醫院 - 桃園療養院康復之家 - 7-ELEVEN新龍壽門市                                                      |
| 桃園市政府                   | 縣府路1號對面廣場                      | 12       | 2024/01/05 | - 桃園市政府 - 桃園市政府警察局 - 勞工保險局桃園辦事處                                                              |
| 寶山公園                     | 民有三街517號對面公園旁人行道          | 20       | 2024/01/05 | - 寶山公園 - 桃園區寶興市民活動中心                                                                                 |
| 家樂福經國店                 | 天祥三街10號對面人行道                 | 12       | 2024/01/05 | - 家樂福經國店 - 星巴克經國門市 - 敏盛綜合醫院經國院區                                                              |
| 財政部北區國稅局桃園分局     | 三元街150號前方人行道                  | 10       | 2024/01/05 | - 財政部北區國稅局桃園分局                                                                                          |
| 永定二保定三街89巷口         | 永定二街保定三街89巷口公園內           | 10       | 2024/01/05 | - 桃園區中興市民活動中心                                                                                            |
| 同安國小                     | 同德十一街33號對面人行道               | 12       | 2024/01/05 | - 桃園市桃園區同安國民小學                                                                                          |
| 國信公園                     | 國信街1號對面公園道                    | 10       | 2024/01/05 | - 國信公園 |
| 水汴頭音樂廣場               | 鹽庫西街68號對面                       | 10       | 2024/01/05 | - 水汴頭音樂廣場 |
| 同安親子公園                 | 同安街358號對面公園                    | 10       | 2024/01/05 | - 同安親子公園 - 桃園區同安市民活動中心 - OK便利商店桃園同德店                                                      |
| 桃園建國國小                 | 昆明路92號對面                         | 10       | 2024/01/05 | - 桃園市桃園區建國國民小學 - 桃園信用合作社大林分社                                                                 |
| 東埔公園                     | 正康二街/美光街口東北側                | 12       | 2024/01/05 | - 東埔公園 - 桃園區東埔市民活動中心                                                                                 |
| 中正一正康一街口             | 大華二街9號店面內                      | 30       | 2024/02/08 | - 全家便利商店桃園東埔店                                                                                            |
| 陽明運動公園                 | 介壽路與三民路三段路口                 | 20       | 2024/03/26 | - 陽明運動公園 - 全家便利商店桃園陽明店 - 85度C咖啡桃園陽明店 - 桃園市審計處                                        |
| 三民路二段中正路口           | 三民路二段326號西側                    | 39       | 2024/04/03 | - 全聯福利中心桃園三民店 - 桃園信用合作社永興分社 - 7-ELEVEN桃全門市                                                |
| 文昌公園(民權路)             | 民權路69號                             | 28       | 2024/04/12 | - 文昌公園 - 桃園文昌宮 - 中國信託銀行桃園分行 - 桃園市政府水務局 - 原「桃園市立圖書館桃園分館」站點遷移            |
| 中路兒童四號公園             | 正光二街8巷2號對側                     | 21       | 2024/04/30 | - 中路兒童四號公園                                                                                                  |
| 經國轉運站(幸福路)           | 經國路801號                            | 34       | 2024/04/30 | - 經國轉運站 - 桃園市政府警察局桃園分局同安派出所                                                                   |
| 香氛之園                     | 青溪二路118號                          | 24       | 2024/05/02 | - 香氛之園 |
| 中路4號社會住宅              | 國際路二段596號                        | 30       | 2024/05/03 | - 中路4號社會住宅 - 全家便利商店桃園崇法店 - 桃園區中埔里市民活動中心                                               |
| 永安路999巷公園廣場          | 崇法街186號北側廣場                    | 20       | 2024/05/03 | - 中路三號社會住宅                                                                                                  |
| 兒十八公園                   | 同德五街266號對面                      | 24       | 2024/05/21 | - 兒十八公園 - 全聯福利中心桃園中埔店                                                                               |
| 快樂公園                     | 大有路802巷與大德三街口                | 30       | 2024/06/05 | - 快樂公園 - 桃園市桃園區快樂國民小學                                                                               |
| 中路兒6公園                  | 桃園區文中路28巷18號北側               | 27       | 2024/06/27 | - 中路兒6公園 - 7-ELEVEN力一門市 - 7-ELEVEN文中門市                                                                 |
| 大興西寶慶路口               | 大興西路二段202號                      | 17       | 2024/07/26 | |
| 大興西永安路口               | 永安路677號                            | 25       | 2024/08/16 | |
| 新永和市場                   | 三民路二段/中央街口                    | 37       | 2024/09/04 | - 新永和市場 - 7-ELEVEN央晉門市                                                                                     |
| 住都大飯店                   | 桃鶯路398號                            | 30       | 2024/09/05 | - 住都大飯店 - 玉山銀行桃鶯分行 - 7-ELEVEN祥儀門市 - 台灣中油桃鶯站                                                 |
| 寶慶公園                     | 永安北路399號                          | 20       | 2024/09/09 | - 寶慶公園 |
| 福信公園                     | 國信街135號南側                        | 27       | 2024/10/24 | - 福信公園 |
| 繽紛之丘(青溪二路)           | 青溪二路1號東側                        | 40       | 2024/10/25 | - 繽紛之丘 |
| 經國一路(自遊人時上社區)     | 經國一路110號(自遊人時上社區旁)        | 23       | 2024/11/01 | |
| 水岸街與有恆路口             | 水岸街與有恆路口(公園人行道側)         | 30       | 2024/11/01 | |
| 幸福路水汴一路口(合雄幸福匯) | 幸福路68號(合雄幸福匯社區前公有人行道) | 23       | 2024/11/01 | |
| 富國路216巷口                | 富國路100號                            | 25       | 2024/12/11 | - 中華電信網路技術分公司行動北區營運處桃園營運中心                                                                  |
| 國二橋下永安路口             | 永安路國2橋下                          | 35       | 2024/12/30 | - 永安滑輪滑板場 |
| 中成里市民活動中心           | 中成里市民活動中心                     | 45       | 2024/12/31 | - 桃園區中成市民活動中心                                                                                            |
| 朝陽森林公園(三民路)         | 三民路二段與公六街口                   | 36       | 2025/01/02 | - 朝陽森林公園 - 第一銀行北桃分行                                                                                   |
| 成功路三段(虎頭山創新園區)   | 成功路三段1號                          | 20       | 2025/01/03 | - 虎頭山創新園區 |
| 大樹林滯洪池B池              | 延平路265號南側                        | 29       | 2025/01/08 | - 大樹林滯洪池B池 - 桃園市桃園區建德國民小學 - 7-ELEVEN京采門市 - 中華郵政桃園郵局快捷股                            |
| 大林路延平路口               | 大林路延平路口                         | 58       | 2025/01/16 | - 全家便利商店桃園後站店 - 桃園車站                                                                                 |
| 大林路吉林路口               | 大林路吉林路口                         | 30       | 2025/01/16 | |
| 經國天祥五街口               | 經國路415號                            | 18       | 2025/03/12 | - 板信商銀銀行北桃園分行 - 全家便利商店桃園天祥店                                                                   |
| 桃林鐵馬道(成功陸橋)         | 桃林鐵馬道(成功陸橋)                   | 47       | 2025/04/30 | - 桃林鐵馬道 - 虎頭山假日花市                                                                                       |
| 中平宏昌六街口               | 中平路102號1樓(前方人行道)             | 35       | 2025/05/28 | - 7-ELEVEN宏亞門市 - 中華電信桃園中平服務中心 - 桃園區五中市民活動中心                                              |
| 中山東路2巷口                | 福昌街26號(好樂迪旁)                   | 58       | 2025/06/19 | - 中華郵政桃園民生路郵局                                                                                            |
| 風禾公園(慈文路)             | 慈文路817號北側                        | 32       | 2025/06/25 | - 風禾公園 - 全聯福利中心桃園正光店                                                                                 |
| 大興西路三段與溫州一路口     | 大興西路三段與溫州一路                 | 35       | 2025/07/23 | - 全家便利商店桃園中路店                                                                                            |
| 新民平面停車場               | 新民街民權路口                         | 31       | 2025/07/29 | - 新民平面停車場 |
| 中路兒3公園                  | 慈文路468巷1~17號(對面)                | 19       | 2025/08/04 | - 中路兒3公園 |
| 觸動之森                     | 朝陽街353號東側                        | 38       | 2025/08/11 | - 觸動之森 |

## 平鎮區
| 車站名稱               | 擺放位置                            | 鎖孔數量 | 啟用日期   | 周邊設施 |
| ---------------------- | ----------------------------------- | -------- | ---------- | --- |
| 新勢公園               | 延平路一段181號對面新勢公園旁人行道 | 48       | 2016/7/1   | - 新勢公園 - 桃園市南區青少年活動中心 - 桃園市平鎮區新勢國民小學                                                     |
| 桃園市立圖書館平鎮分館 | 環南路三段88號右前方人行道          | 56       | 2016/7/26  | - 桃園市立圖書館平鎮分館 - 平鎮高中 - 桃園市政府警察局平鎮分局北勢派出所                                             |
| 復興廣德街口           | 復興街廣德街口西南側人行道          | 36       | 2016/8/20  | - 文化公園 - 桃園市平鎮區文化國民小學 - 桃園市平鎮區復旦國民小學                                                     |
| 宋屋公園               | 廣泰路152號對面公園旁人行道         | 34       | 2017/1/16  | - 宋屋公園 - 壢新醫院 - 桃園市平鎮區平興國民小學                                                                     |
| 新寶公園               | 新富五街41號(左側公園綠帶)          | 34       | 2017/2/13  | - 新寶公園 - 平鎮區地政事務所 - 特力屋平鎮店                                                                         |
| 廣仁公園               | 廣南路168號對面公園旁人行道         | 36       | 2017/2/13  | - 廣仁公園 - 桃園市平鎮區宋屋國民小學                                                                                |
| 平鎮區婦幼館           | 廣成街10號對面路側                  | 38       | 2017/2/23  | - 平鎮區婦幼活動中心 - 廣達公園                                                                                      |
| 新榮公園               | 振興西路新德街口西北側公園旁人行道  | 40       | 2017/5/12  | - 新榮公園 |
| 東安國中               | 平東路168號(面東安國中右側人行道)   | 34       | 2017/7/12  | - 桃園市立東安國民中學                                                                                               |
| 莊敬里民集會所         | 自強街莊福路口東北側人行道          | 30       | 2017/8/17  | |
| 平鎮和平公園           | 莒光路39號對面路側                  | 32       | 2017/9/22  | - 平鎮和平公園 |
| 獅子林社區活動中心     | 大智街88號對面                      | 34       | 2017/10/7  | - 北富公園 |
| 民俗文化公園           | 上海路及上海路119巷口西南側廣場     | 38       | 2017/10/7  | - 民俗文化公園 - 桃園市政府警察局平鎮分局                                                                            |
| 上海南京路口           | 上海路227號旁人行道                 | 38       | 2017/11/25 | - 桃園市第五區居家托育服務中心                                                                                       |
| 廣南停車場             | 環南路二段11號旁人行道              | 32       | 2017/12/8  | |
| 中豐坤慶路口           | 坤慶路1號前方人行道                 | 30       | 2018/1/12  | - 家樂福平鎮店 |
| 忠愛公園               | 金陵路二段454巷18號旁公園           | 34       | 2018/5/4   | - 葡萄王觀光工廠 |
| 平鎮魚形公園           | 清泉街49-53號旁公園內               | 30       | 2018/7/20  | |
| 山仔頂公園             | 自由街57號對面公園                  | 36       | 2018/8/31  | |
| 義興公園               | 義興街55號對面公園人行道            | 32       | 2018/8/31  | - 義興公園 - 桃園市平鎮區義興國民小學                                                                                |
| 平鎮市廿公園           | 德育路二段104號對向人行道           | 40       | 2019/3/21  | - 桃園市立平鎮國民中學                                                                                               |
| 平鎮國民運動中心       | 興安路20號對面空地                  | 62       | 2019/4/11  | - 平鎮國民運動中心 - 桃園市立南勢國民小學                                                                            |
| 桃園市立圖書館東勢分館 | 金陵路五段55號前方空地              | 30       | 2019/5/23  | - 桃園市立圖書館東勢分館 - 桃園市平鎮區東勢國民小學                                                                  |
| 平鎮平興國中           | 環南路與育達路二段路口              | 44       | 2019/6/25  | - 桃園市立平興國民中學                                                                                               |
| 環南金陵路口           | 環南路三段243號前方人行道           | 32       | 2019/10/1  | |
| 平鎮棒球場             | 德育路240號旁人行道                 | 34       | 2020/4/6   | - 平鎮棒球場 - 平鎮區戶政事務所 - 桃園市平鎮區公所 - 平鎮區衛生所                                                    |
| 臺北商業大學桃園校區   | 福龍路一段100號前方綠地             | 32       | 2021/9/3   | - 臺北商業大學桃園校區                                                                                               |
| 新富橋                 | 新光路二段87巷口(新富橋西北側)      | 32       | 2021/12/30 | - 八字圳水岸公園 |
| 龍慈游泳路口           | 龍慈路/游泳路口東側                 | 32       | 2022/09/07 | - 龍岡大操場 |
| 平鎮第一市民活動中心   | 貿五路26號對側                      | 32       | 2022/12/30 | - 平鎮第一市民活動中心                                                                                               |
| 安平鎮綠映公園         | 鎮興段1416、1419地號                | 32       | 2023/01/06 | - 安平鎮綠映公園 - 大坑缺石駁生態園區 - 平鎮區鎮興市民活動中心                                                       |
| 雲南文化公園           | 龍平路251號西南側                   | 32       | 2023/04/12 | - 雲南文化公園 - 忠貞市場                                                                                            |
| 桃園市立圖書館平鎮分館 | 環南路三段88號右前方人行道          | 22       | 2024/01/05 | - 桃園市立圖書館平鎮分館 - 桃園市立平鎮高級中學 - 新富公園                                                           |
| 新勢公園               | 延平路一段181號對面新勢公園旁人行道 | 20       | 2024/01/05 | - 新勢公園 - 平鎮區新勢市民活動中心 - 雙富福德祠 - 桃園市南區青少年活動中心 - 桃園市平鎮區新勢國民小學               |
| 復興廣德街口           | 復興街廣德街口西南側人行道          | 12       | 2024/01/05 | - 平鎮區文化市民活動中心 - 平鎮文化公園                                                                              |
| 宋屋公園               | 廣泰路152號對面公園旁人行道         | 14       | 2024/01/05 | - 宋屋公園 - 平鎮區宋屋市民活動中心 - 桃園市平鎮區平興國民小學                                                       |
| 廣仁公園               | 廣南路168號對面公園旁人行道         | 10       | 2024/01/05 | - 廣仁公園 - 平鎮區廣仁市民活動中心                                                                                  |
| 新寶公園               | 新富五街41號(左側公園綠帶)          | 14       | 2024/01/05 | - 新寶公園 - 萊爾富便利商店平鎮富寶店 - 全聯福利中心新富店 - 新富市場 - 7-ELEVEN富寶門市                             |
| 平鎮區婦幼館           | 廣成街10號對面路側                  | 12       | 2024/01/05 | - 平鎮婦幼館 - 廣達公園                                                                                              |
| 新榮公園               | 振興西路新德街口西北側公園旁人行道  | 16       | 2024/01/05 | - 新榮公園 - 兒三公園 - 全家便利商店新德門市 - 三崇宮                                                                |
| 東安國中               | 平東路168號(面東安國中右側人行道)   | 14       | 2024/01/05 | - 桃園市立東安國民中學 - 平鎮區三安市民活動中心 - 7-ELEVEN東社門市 - OK便利商店平鎮東安店 - 桃園市平鎮區東安國民小學 |
| 平鎮和平公園           | 莒光路39號對面路側                  | 12       | 2024/01/05 | - 平鎮和平公園 - 北勢土地公廟 - OK便利商店和平門市 - 平鎮和平市場                                                    |
| 廣南停車場             | 環南路二段11號旁人行道              | 10       | 2024/01/05 | - 平鎮廣南停車場 - 臺灣銀行平鎮分行 - 台灣中油長江站 - 燦坤3C平鎮環南店 - 全家便利商店廣南門市                       |
| 忠愛公園               | 金陵路二段454巷18號旁公園           | 10       | 2024/01/05 | - 忠愛公園 |
| 平鎮魚形公園           | 清泉街49-53號旁公園內               | 10       | 2024/01/05 | - 平鎮魚形公園 |
| 義興公園               | 義興街55號對面公園人行道            | 14       | 2024/01/05 | - 義興公園 - 桃園市平鎮區義興國民小學                                                                                |
| 平鎮市廿公園           | 德育路二段104號對向人行道上         | 16       | 2024/01/05 | - 市廿公園 - 振平公園                                                                                                |
| 平鎮平興國中           | 育達路二段102號對面人行道           | 18       | 2024/01/05 | - 桃園市平鎮區平興國民中學 - 乙未保台紀念公園                                                                        |
| 環南金陵路口           | 環南路三段243號前方人行道           | 10       | 2024/01/05 | - 7-ELEVEN宏宇門市 - 台灣中油鼎鈺站 - 台灣中油金陵站                                                                 |
| 雲南文化公園           | 龍平路251號西南側                   | 12       | 2024/01/05 | - 雲南文化公園 - OK便利商店平鎮貿西店                                                                                |
| 龍慈游泳路口           | 龍慈路/游泳路口東側                 | 10       | 2024/01/05 | - 龍岡大操場 |
| 平鎮第一市民活動中心   | 貿五路26號對側                      | 10       | 2024/01/05 | - 平鎮區第一市民活動中心 - 全聯福利中心平鎮貿五店                                                                    |
| 莊敬里民集會所         | 自強街莊福路口東北側人行道          | 10       | 2024/01/12 | - 平鎮區莊敬里民活動中心 - 莊敬公園                                                                                  |
| 獅子林社區活動中心     | 大智街88號對面                      | 13       | 2024/01/12 | - 獅子林社區活動中心                                                                                                 |
| 上海南京路口           | 上海路227號旁人行道                 | 16       | 2024/01/12 | - 全聯福利中心平鎮上海店 - 85度C咖啡平鎮南京店 - 萊爾富便利商店平鎮南京店 - 7-ELEVEN京利門市                         |
| 山仔頂公園             | 自由街57號對面公園                  | 10       | 2024/01/12 | - 山仔頂公園 - 7-ELEVEN寶麗門市                                                                                      |
| 平鎮國民運動中心       | 興安路20號對面空地                  | 16       | 2024/01/12 | - 平鎮國民運動中心                                                                                                   |
| 臺北商業大學桃園校區   | 福龍路一段100號前方綠地             | 10       | 2024/01/12 | - 國立臺北商業大學桃園校區                                                                                           |
| 安平鎮綠映公園         | 平鎮區鎮興段1416、1419地號          | 10       | 2024/01/12 | - 安平鎮綠映公園 - 平鎮區鎮興市民活動中心                                                                            |
| 桃園市立圖書館東勢分館 | 金陵路五段55號前方空地              | 10       | 2024/01/12 | - 桃園市立圖書館東勢分館 - 平鎮區東勢市民活動中心                                                                    |
| 中豐坤慶路口           | 坤慶路1號前方人行道                 | 12       | 2024/01/12 | - 家樂福平鎮店 - 必勝客平鎮中豐店                                                                                    |
| 新富橋                 | 新光路二段87巷口(新富橋西北側)      | 10       | 2024/01/12 | - 八字圳水岸公園 |
| 民俗文化公園           | 上海路115號東北側                   | 18       | 2024/01/12 | - 民俗文化公園 - 平鎮福星宮 - 7-ELEVEN海利門市                                                                       |
| 義民社福館             | 復旦路二段115號                     | 34       | 2024/05/01 | - 義民社福館 |
| 新富一三街口           | 新富三街53號                        | 30       | 2024/05/24 | |
| 平鎮幼兒園平鎮分班     | 新光路三段186號                     | 20       | 2024/05/24 | - 桃園市立平鎮幼兒園平鎮分班                                                                                         |
| 平鎮一號社會住宅       | 漢口街82巷/大興街66巷18弄           | 16       | 2024/05/30 | - 平鎮一號社會住宅 - 民俗文化公園 - 漢口環保公園                                                                     |
| 平鎮區中正市民活動中心 | 中正一路2號                         | 25       | 2024/06/28 | - 平鎮區中正市民活動中心 - 兒廿六公園 - 萊爾富便利商店八德德榮店 - 7-ELEVEN鎮宮門市                                  |
| 民族文化街口           | 民族路二段221號                     | 32       | 2024/07/10 | - 星巴克平鎮民族門市 - 全家便利商店平鎮民族店 - 路易莎咖啡平鎮文化門市 - 和欣客運中壢交流道站                        |
| 宜雄丰賦社區           | 中豐路南勢一段136號                 | 15       | 2024/10/01 | - 7-ELEVEN丰揚門市                                                                                                   |
| 彩虹河濱公園           | 大昌路50號西側                      | 15       | 2024/10/23 | - 平鎮彩虹河濱公園                                                                                                   |
| 大潤發平鎮店           | 南東路57-1號                        | 40       | 2024/11/08 | - 大全聯平鎮店 - 台灣中油北基東宏站                                                                                  |
| 平興國小               | 廣泰路210巷27號西北側               | 25       | 2024/12/04 | - 桃園市平鎮區平興國民小學 - 7-ELEVEN廣耘門市                                                                        |
| 長沙公園               | 開封街88號                          | 18       | 2024/12/26 | - 長沙公園 - 平鎮市長青文康中心                                                                                      |
| 平鎮運動公園           | 高幼路223-1號西側                   | 22       | 2025/01/13 | - 平鎮運動公園 |
| 南平路121巷口          | 南平路143號                         | 27       | 2025/06/13 | - 全家便利商店平鎮金豐店                                                                                             |
| 平鎮棒球場             | 德育路217號(對面)                   | 34       | 2025/06/19 | - 德育公園 - 平鎮棒球場 - 平鎮區戶政事務所 - 平鎮區公所 - 桃園市立平鎮國民中學                                       |
| 延平路二段155巷口      | 延平路二段123號                     | 18       | 2025/07/01 | - 秉坤婦幼醫院 - 台灣中油平鎮直營站                                                                                  |
| 平鎮陽明醫院           | 延平路二段56號                      | 32       | 2025/07/01 | - 平鎮陽明醫院 - 農田水利署石門管理處                                                                                |
| 六和高中               | 陸光路180號                         | 33       | 2025/07/21 | - 桃園市私立六和高級中學                                                                                             |
| 金陵振昌街口           | 金陵路280號東側                     | 24       | 2025/08/01 | |
| 環南新德街口           | 環南路二段133號                     | 15       | 2025/08/15 | |

## 龜山區
| 車站名稱                  | 擺放位置                                          | 鎖孔數量 | 啟用日期   | 周邊設施 |
| ------------------------- | ------------------------------------------------- | -------- | ---------- | --- |
| 文化三復興一路口          | 復興一路227-235號前方人行道                       | 48       | 2016/7/24  | - 統聯客運林口站 - 林口長庚醫院                                                                                          |
| 捷運長庚醫院站(A8)        | 文化一路10巷旁停車場前人行道                      | 58       | 2016/7/24  | - 長庚醫院站 - 林口長庚醫院 - 環球購物中心桃園A8店 - 福容大飯店機場捷運A8館                                              |
| 大坪頂公園                | 公園路32號對面大坪頂公園旁人行道                  | 36       | 2016/7/24  | - 龜山大坪頂公園 |
| 中國科技大樓              | 復興一路361號前方人行道                           | 36       | 2016/10/19 | |
| 龜山區公所                | 中山街26號前方人行道                              | 40       | 2016/11/26 | - 龜山區公所 - 桃園市立圖書館龜山分館 - 桃園市龜山區戶政事務所 - 桃園市政府警察局龜山分局                                |
| 龜山國中                  | 自強西路66號前方人行道                            | 36       | 2016/11/29 | - 桃園市立龜山國民中學 - 龜山眷村故事館                                                                                  |
| 捷運體育大學站(A7)        | 文化一路688號(捷運站出口前方人行道)               | 32       | 2017/2/14  | - 體育大學站 - 龜山區第三公墓                                                                                            |
| 璟都江山社區              | 光峰路131巷6號前方人行道                          | 32       | 2017/3/24  | |
| 大華公園                  | 文化七路142號(右側人行道)                         | 38       | 2017/4/14  | - 大華公園 - 桃園市政府警察局龜山分局大華派出所                                                                          |
| 文青路                    | 文青路199號前方人行道                             | 36       | 2017/4/21  | |
| 龜山國小                  | 大同路23號對面人行道                              | 50       | 2017/5/11  | - 桃園市龜山區龜山國民小學 - 桃園市立壽山高級中等學校 - 龜山天主堂 - 營盛黃昏市場                                        |
| 大同公園                  | 德明路77巷65號對面公園旁人行道                    | 48       | 2017/5/11  | - 大同公園 - 銘傳大學桃園龜山校區 - 桃園市私立成功高級工商職業學校                                                       |
| 文化二復興三路口          | 文化二路復興三路口西南側人行道                    | 56       | 2017/5/23  | - 華亞科技園區 - 桃園市立大崗國民中學                                                                                    |
| 文興公園                  | 復興南路及復興南路26巷口東南側公園旁人行道        | 38       | 2017/5/23  | - 文興公園 - 桃園市龜山區文欣國民小學                                                                                    |
| 樂善公園                  | 文安街50號(對面公園北側巷道)                      | 36       | 2017/5/23  | - 樂善公園 - 桃園市政府警察局龜山分局大埔派出所                                                                          |
| 大湖福德宮                | 忠義路二段483號前方人行道                         | 24       | 2017/7/5   | - 桃園市立圖書館大崗分館 - 桃園市龜山區大崗國民小學                                                                      |
| 中央警察大學              | 樹人路56號(面中央警察大學校門左側)                | 34       | 2017/7/5   | - 中央警察大學 - 世界警察博物館                                                                                          |
| 國立體育大學綜合體育館    | 文化一路250號(國立體大體育館前馬路旁人行道)       | 42       | 2017/8/16  | - 國立體育大學 - 長庚大學                                                                                                |
| 萬壽中興路口              | 萬壽路二段981號對面停車場                         | 36       | 2017/9/20  | - 桃園市龜山區新路國民小學 - 桃園市政府警察局龜山分局龜山派出所                                                          |
| 迴龍國中小                | 萬壽路一段168號前方人行道                         | 40       | 2017/11/7  | - 桃園市立迴龍國民中小學                                                                                                 |
| 桃園酒廠                  | 文化一路55號前方人行道                            | 38       | 2017/11/7  | - 桃園觀光酒廠 - 經濟部工業局林口工業區服務中心                                                                          |
| 山福里集會所              | 中興路152號旁停車場                               | 32       | 2017/12/23 | - 桃園市政府警察局龜山分局大林派出所 - 桃園市立幸福國民中學 - 桃園市龜山區幸福國民小學                                   |
| 工四工業區(頂湖路)        | 頂湖路33號(面工廠大門左側人行道)                  | 38       | 2017/12/31 | |
| 陸光河濱公園              | 同心二路19號對面公園內人行道                      | 58       | 2018/2/27  | - 龜山第一河濱公園 |
| 楓樹公園                  | 楓樹一街19號對面公園                              | 42       | 2018/5/31  | |
| 中央造幣廠                | 振興路577號前方人行道                             | 40       | 2018/5/31  | - 中央造幣廠 |
| 美光晶圓公司              | 復興三路667號前方人行道                           | 40       | 2018/7/31  | - 台灣美光晶圓科技股份有限公司 - 華亞科技園區                                                                            |
| 南崁溪自行車道(長壽路口)  | 半嶺段44地號                                      | 38       | 2018/10/19 | |
| 龜山中正公園              | 自強北路19號對面人行道                            | 38       | 2018/11/5  | - 龜山中正公園 - 桃園市政府消防局第一大隊龜山分隊                                                                        |
| 臻愛家社區                | 建國東路31號旁人行道                              | 32       | 2018/11/20 | - 龜山工業區 |
| 山頂里集會所              | 明興街36號旁人行道及路側                          | 36       | 2018/11/20 | - 桃園市立龜山幼兒園 |
| 大埔國小                  | 振興路1169號前人行道                              | 32       | 2018/11/22 | - 桃園市龜山區大埔國民小學                                                                                               |
| 光榮光峰路口              | 光峰路299號旁公園                                 | 30       | 2019/6/28  | - 桃園市龜山區楓樹國民小學                                                                                               |
| 南美國小                  | 南上路南美街口東北側人行道                        | 34       | 2019/8/12  | - 桃園市龜山區南美國民小學                                                                                               |
| 龜山長樂公園              | 長庚路169號對面公園                               | 40       | 2019/10/2  | - 林口長庚醫護社區 |
| 迴龍商場                  | 萬壽路一段122號前人行道                           | 28       | 2019/10/8  | - 龍華科技大學 - 桃園市政府警察局龜山分局迴龍派出所                                                                      |
| 貿商社區                  | 自強南路自強南路301巷口                           | 34       | 2019/10/14 | |
| 文青一文青二路口          | 文青路文青一路口東北側人行道                      | 32       | 2019/12/13 | |
| 合遠新天地                | 華亞三路50號旁綠帶                                | 60       | 2020/2/18  | |
| 桃園市立田徑場            | 萬壽路二段1379號對面人行道                        | 50       | 2020/4/9   | - 桃園市立體育場 - 桃園市政府體育局                                                                                      |
| 文化二華亞二路口          | 文化二路200號前人行道                             | 32       | 2020/7/30  | - 華亞科技園區 |
| 文化三路文二一街口        | 文化三路7號前人行道                               | 32       | 2020/12/9  | - 林口福容大飯店 |
| 華亞二路260巷口           | 華亞二路270號前綠地                               | 32       | 2020/12/23 | - 台灣國際航電股份有限公司                                                                                               |
| 富宇敦峰                  | 樂捷段157地號人行道                               | 32       | 2021/01/27 | - 桃園市龜山區樂善國民小學                                                                                               |
| 大坑南上路口              | 大坑路一段798號對面人行道                         | 32       | 2021/07/29 | |
| 鴻築金捷市                | 樂善二路209號前人行道                             | 32       | 2021/09/22 | |
| 新潤翡麗                  | 樂善三路106號(東北側人行道)                       | 32       | 2021/12/29 | |
| 龜山文二立體停車場        | 文二一街與文化二路口                              | 54       | 2022/05/06 | - 龜山文二立體停車場 |
| 竹城甲子園                | 文化一路/文桃路(西南側)                           | 36       | 2022/05/12 | |
| 萬壽德育街口              | 萬壽路二段1427號東側停車場                        | 42       | 2022/09/23 | - 桃園市立田徑場 - 國立臺北科技大學附屬桃園農工高級中等學校                                                              |
| 捷運長庚醫院站(A8)        | 文化一路10巷旁停車場前方人行道                    | 58       | 2023/12/22 | - 長庚醫院站 - 環球購物中心桃園A8店 - 林口長庚醫院 - 福容大飯店機場捷運A8館                                              |
| 文化三復興一路口          | 復興一路227-235號前方人行道                       | 48       | 2023/12/22 | - 遠東國際商業銀行林口分行 - 路易莎咖啡林口文興店 - 九揚親子公園 - 玉山銀行林口分行 - 台北富邦銀行東林口分行             |
| 大坪頂公園                | 公園路32號對面大坪頂公園旁人行道                  | 40       | 2023/12/22 | - 大坪頂公園 |
| 中國科技大樓              | 復興一路361號前方人行道                           | 40       | 2023/12/22 | - 臺灣銀行林口分行 |
| 文化二復興三路口          | 文化二路復興三路口西南側人行道                    | 60       | 2023/12/22 | - 華亞科技園區 |
| 大華公園                  | 文化七路142號(右側人行道)                         | 40       | 2023/12/22 | - 大華公園 - 龜山區大華市民活動中心 - 廣六公園籃球場 - 桃園市政府警察局龜山分局大華派出所                                |
| 捷運體育大學站(A7)        | 文化一路688號(捷運站出口前方人行道)               | 47       | 2023/12/22 | - 體育大學站 |
| 文青路                    | 文青路199號前方人行道                             | 36       | 2023/12/22 | - 路易莎咖啡龜山文青門市 - 全家便利商店龜山新城店 - 7-ELEVEN富亨門市 - 全聯福利中心龜山文青店                            |
| 文興公園                  | 復興南路及復興南路26巷口東南側公園旁人行道        | 38       | 2023/12/22 | - 文興公園 |
| 迴龍國中小                | 萬壽路一段168號前方人行道                         | 40       | 2023/12/22 | - 桃園市立迴龍國民中小學                                                                                                 |
| 樂善公園                  | 文安街50號(對面公園北側巷道)                      | 36       | 2023/12/22 | - 樂善公園 - 全聯福利中心龜山文德店                                                                                      |
| 大湖福德宮                | 忠義路二段483號前方人行道                         | 38       | 2023/12/22 | - 坪頂大湖福德宮 - 大崗社區活動中心                                                                                      |
| 中央警察大學              | 樹人路56號(面中央警察大學校門左側)                | 30       | 2023/12/22 | - 中央警察大學 |
| 桃園酒廠                  | 文化一路55號前方人行道                            | 38       | 2023/12/22 | - 桃園酒廠 |
| 國立體育大學綜合體育館    | 龜山區文化一路250號(國立體大體育館前馬路旁人行道) | 41       | 2023/12/22 | - 國立體育大學綜合體育館                                                                                                 |
| 工四工業區(頂湖路)        | 頂湖路33號(面工廠大門左側人行道)                  | 26       | 2023/12/22 | |
| 中央造幣廠                | 振興路577號前方人行道                             | 15       | 2023/12/22 | - 中央造幣廠 - 龜山區農會舊路辦事處                                                                                      |
| 龜山文二立體停車場        | 文二一街與文化二路口                              | 60       | 2023/12/22 | - 龜山文二立體停車場 - 誠品生活時光龜山文化店 - 全國電子龜山文化門市                                                     |
| 美光晶圓公司              | 復興三路667號前方人行道                           | 38       | 2023/12/22 | - 台灣美光晶圓科技股份有限公司                                                                                           |
| 大埔國小                  | 振興路1169號前人行道                              | 15       | 2023/12/22 | - 桃園市龜山區大埔國民小學                                                                                               |
| 迴龍商場                  | 萬壽路一段126號前人行道                           | 28       | 2023/12/22 | - 全家便利商店龜山龍華店 - 第一銀行迴龍分行 - 合作金庫銀行迴龍分行 - 全聯福利中心龜山迴龍店                              |
| 龜山長樂公園              | 長庚路169號對面公園                               | 40       | 2023/12/22 | - 龜山長樂公園 |
| 文青一文青二路口          | 文青路文青一路口東北側人行道                      | 40       | 2023/12/22 | - 全家便利商店龜山新都店 - 7-ELEVEN丞丞門市 - 文青水園水資源回收中心                                                     |
| 文化二華亞二路口          | 文化二路200號前人行道                             | 40       | 2023/12/22 | - 廣達電腦股份有限公司                                                                                                   |
| 合遠新天地                | 華亞三路50號旁綠帶                                | 46       | 2023/12/22 | - 7-ELEVEN華樂門市 |
| 富宇敦峰                  | 樂學路/樂學三路口(東北側)                         | 26       | 2023/12/22 | - 7-ELEVEN富敦門市 |
| 鴻築金捷市                | 樂善二路209號前人行道                             | 40       | 2023/12/22 | - 萊爾富便利商店龜山樂善店                                                                                               |
| 華亞二路260巷口           | 華亞二路270號前綠地                               | 49       | 2023/12/22 | - 台灣國際航電股份有限公司龜山廠 - 山尾三福宮                                                                            |
| 文化三路文二一街口        | 文化三路7號前人行道                               | 32       | 2023/12/22 | - 7-ELEVEN憲訓門市 - 林口福容大飯店                                                                                      |
| 新潤翡麗                  | 樂善三路106號(東北側人行道)                       | 40       | 2023/12/22 | |
| 竹城甲子園                | 文化一路/文桃路(西南側)                           | 36       | 2023/12/22 | - 全家便利商店龜山竹城店 - 全家便利商店龜山甲子店 - 台灣中油長庚站                                                       |
| 龜山國中                  | 自強西路66號前方人行道                            | 10       | 2024/01/05 | - 桃園市立龜山國民中學                                                                                                   |
| 龜山區公所                | 中山街26號前方人行道                              | 10       | 2024/01/05 | - 龜山區公所 |
| 龜山國小                  | 大同路23號對面人行道                              | 14       | 2024/01/05 | - 桃園市龜山區龜山國民小學 - 桃園市立壽山高級中等學校 - 龜山天主堂                                                       |
| 璟都江山社區              | 光峰路131巷6號前方人行道                          | 10       | 2024/01/05 | - 龜山區精忠第一市民活動中心                                                                                             |
| 大同公園                  | 德明路77巷65號對面公園旁人行道                    | 10       | 2024/01/05 | - 大同公園 |
| 萬壽中興路口              | 萬壽路二段981號對面停車場                         | 10       | 2024/01/05 | - 龜山市場公有機車停車場                                                                                                 |
| 陸光河濱公園              | 同心二路19號對面公園內人行道                      | 10       | 2024/01/05 | - 陸光河濱公園 - 家樂福超市桃園陸光店                                                                                    |
| 山福里集會所              | 中興路152號旁停車場                               | 16       | 2024/01/05 | - 龜山區山福市民活動中心 - 桃園市政府警察局龜山分局大林派出所                                                            |
| 楓樹公園                  | 楓樹一街19號對面公園                              | 12       | 2024/01/05 | - 楓樹公園 |
| 南崁溪自行車道(長壽路口)  | 半嶺段 44地號                                     | 10       | 2024/01/05 | - 南崁溪自行車道 |
| 龜山中正公園              | 自強北路19號對面人行道                            | 10       | 2024/01/05 | - 龜山中正公園 |
| 山頂里集會所              | 明興街36號旁人行道及路側                          | 10       | 2024/01/05 | - 龜山區山頂市民活動中心                                                                                                 |
| 臻愛家社區                | 建國東路31號旁人行道                              | 10       | 2024/01/05 | - 台灣中油建國東路站 |
| 光榮光峰路口              | 光峰路299號旁公園                                 | 10       | 2024/01/05 | - 7-ELEVEN光峰門市 |
| 南美國小                  | 南上路南美街口東北側人行道                        | 12       | 2024/01/05 | - 桃園市龜山區南美國民小學                                                                                               |
| 貿商社區                  | 自強南路自強南路301巷口                           | 12       | 2024/01/05 | |
| 桃園市立田徑場            | 萬壽路二段1379號對面人行道                        | 10       | 2024/01/05 | - 桃園市立田徑場 |
| 萬壽德育街口              | 萬壽路二段1427號東側停車場                        | 12       | 2024/01/05 | - 建國一村停車場 |
| 大坑南上路口              | 大坑路一段798號對面人行道                         | 10       | 2024/01/05 | - 桃園市政府警察局龜山分局大坑派出所 - 桃園市龜山區大坑國民小學                                                          |
| 下湖營區                  | 忠義路二段21號東北側                              | 15       | 2024/05/30 | - 海軍陸戰隊陸戰六六旅下湖西營區 - 7-ELEVEN廣瀨門市                                                                      |
| 大湖紀念公園              | 忠義路2段638巷口                                  | 20       | 2024/05/30 | - 大湖紀念公園 - 龜山區大湖市民活動中心 - 7-ELEVEN忠湖門市                                                               |
| 文化一路75號              | 文化一路75號                                      | 23       | 2024/06/27 | - 台灣中油文一站 |
| 捷運長庚醫院站(A8)東側    | 文化一路6號東側                                   | 62       | 2024/06/27 | - 長庚醫院站 - 台灣中油林口工三站 - 台亞林口長庚站 - 林口長庚醫院研究大樓                                                |
| 玄泰V1                    | 文化一路89號                                      | 34       | 2024/06/28 | |
| 捷運體育大學站(A7)2號出口 | 文化一路688號(2號出口)                            | 27       | 2024/07/01 | - 體育大學站 - 家樂福超市龜山文青店                                                                                      |
| 萬壽路一段宏昇街口        | 萬壽路一段1753號                                  | 20       | 2024/07/03 | |
| 郵政物流中心              | 文信路288號南側                                   | 40       | 2024/07/04 | - 中華郵政郵政物流中心                                                                                                   |
| 郵政物流園區公園          | 文桃路476巷18號西側                               | 26       | 2024/07/04 | - 郵政物流園區公園 - 7-ELEVEN文捷門市                                                                                    |
| 文青國中小                | 樂善二路778號(前)                                 | 30       | 2024/07/10 | - 桃園市立文青國民中小學 - 必勝客林口文青店                                                                              |
| 龜山停四停車場            | 明成街36巷1號東側                                 | 30       | 2024/07/10 | - 龜山停四停車場 |
| 大同明成街口              | 大同路371號                                       | 18       | 2024/09/05 | - 全家便利商店龜山大同店 - 7-ELEVEN大傳門市 - 萊爾富便利商店龜山大同店                                                   |
| 華亞園區(復興三路350巷)   | 復興三路348號                                     | 40       | 2024/09/06 | - 精技電腦北區物流中心 - 友達光電股份有限公司                                                                            |
| 萬壽龍興路口              | 萬壽路一段309號                                   | 25       | 2024/09/12 | - 7-ELEVEN萬龍門市 - 麥當勞新莊龍華餐廳 - 家樂福超市桃園萬壽店 - 7-ELEVEN華龍門市 - 屈臣氏龍華門市 - 85度C咖啡迴龍龍華店 |
| 牛角坡樂善一路口          | 牛角坡路252號西南側                               | 20       | 2024/10/14 | |
| 山鶯路1巷1弄              | 山鶯路1巷23號                                     | 16       | 2025/01/13 | |
| 新興街165號               | 新興街165號                                       | 15       | 2025/05/14 | |
| 自強國小                  | 大同路371號                                       | 20       | 2025/05/14 | - 桃園市龜山區自強國民小學 - 家樂福超市桃園萬壽二店                                                                      |
| 華興公園                  | 興華三街38-3號西側                                | 23       | 2025/05/29 | - 華興公園 |
| 第三運動公園              | 自強南路81巷22號                                  | 24       | 2025/05/29 | - 龜山第三運動公園 |
| 復興三復興南路口          | 復興三路51號                                      | 30       | 2025/06/03 | |
| 樂善寺                    | 樂善街206巷口停車場                               | 50       | 2025/06/19 | - 樂善寺 |
| 新城環保公園              | 新興一街/福德街(西側)                             | 20       | 2025/06/26 | - 新城環保公園 |
| 復興一文化二路口(東側)    | 復興一路156號                                     | 34       | 2025/07/29 | - 7-ELEVEN庚亞門市 - 麥當勞林口復興餐廳 - 摩斯漢堡林口復興店                                                             |
| 復興一文化二路口(西側)    | 復興一路206-1號                                   | 46       | 2025/07/29 | - 星巴克林口門市 - 中華電信神腦龜山文化門市 - 臺灣企銀東林口分行                                                         |
| 楓樹簡易公園              | 光和街4號南側                                     | 15       | 2025/08/14 | - 楓樹簡易公園 - 龜山區楓樹里民活動中心                                                                                  |

## 八德區
| 車站名稱              | 擺放位置                          | 鎖孔數量 | 啟用日期   | 周邊設施 |
| --------------------- | --------------------------------- | -------- | ---------- | --- |
| 君臨公園              | 忠勇六街1號對面人行道             | 42       | 2016/10/18 | - 君臨公園 - 忠勇公園 - 來福星花園大飯店 |
| 思源公園              | 思源街122號(對面公園綠帶)         | 32       | 2017/1/16  | - 思源公園 - 大正休閒廣場 - 大福里集會所 |
| 大和公園              | 銀和街29號對面公園                | 36       | 2017/1/26  | - 大和里集會所 |
| 廣豐公園              | 公園路廣豐二街東北側人行道        | 40       | 2017/1/26  | - 廣豐公園 - 置地生活廣場 八德 |
| 大湳公園              | 福國北街130號(對面公園綠帶)       | 42       | 2017/3/16  | - 大湳公園 - 大湳公有零售市場 |
| 重慶公園              | 重慶街183號對面公園旁人行道       | 30       | 2017/4/14  | - 桃園重慶公園 - 八德地政事務所 - 桃園市政府警察局八德分局四維派出所 - 八德中正堂(桃園市立圖書館大湳分館)                                     |
| 介壽路(國2橋下)       | 介壽路547號旁國道二號橋下空間     | 34       | 2017/5/10  | - 桃園農創市集 |
| 和盛公園              | 大和路101號對面公園側人行道       | 34       | 2017/9/22  | - 和盛公園 - 大潤發桃園八德店 |
| 同福公園              | 和義街50號對面人行道              | 32       | 2017/10/31 | - 同福公園 - 西坡埤塘生態公園 |
| 大勇國小              | 忠勇街373號對面人行道             | 44       | 2017/10/31 | - 桃園市八德區大勇國民小學 |
| 元聖宮                | 東泰街2號旁空地                   | 34       | 2018/6/29  | - 財團法人台灣省私立八德殘障教養院 - 桃園市八德區茄苳國民小學                                                                                 |
| 大明公園              | 興隆街2號對面公園                 | 32       | 2018/7/13  | |
| 茄明里集會所          | 中華路27號外側人行道              | 36       | 2018/8/10  | - 桃園龍安宮康府王爺公廟 |
| 建德公園              | 長興路61號對面公園                | 38       | 2018/8/24  | - 建德公園 - 北區青少年活動中心 - 興仁花園夜市                                                                                                |
| 八德霖園公園          | 介壽路一段16巷73號旁公園人行道    | 34       | 2018/8/31  | - 八德霖園公園 |
| 豐德公園              | 豐田一路87號對面公園              | 38       | 2018/8/31  | - 豐德公園 |
| 溪濱公園              | 廣興二路廣興五街口旁公園          | 32       | 2018/9/20  | |
| 八德仁德公園          | 仁德路218號對面公園               | 32       | 2018/10/15 | - 八德仁德公園 |
| 大仁里遊樂場          | 中華段764地號                     | 36       | 2018/10/19 | |
| 八德藝文廣場          | 瑞發街興豐路825巷口旁空地         | 30       | 2018/11/7  | - 瑞發公園 |
| 大忠停車場            | 大忠街140號對面人行道             | 40       | 2018/11/8  | - 桃園市八德區大忠國民小學 - 桃園市八德區大成國民小學                                                                                         |
| 茄明公園              | 明光街56號對面公園人行道          | 32       | 2018/11/16 | |
| 八德區衛生所          | 介壽路二段361巷28號前廣場         | 30       | 2019/1/11  | - 八德區衛生所 |
| 八德興豐公園          | 興豐路豐田路路口旁公園            | 40       | 2019/1/23  | - 八德興豐公園 - 桃園市立八德國民中學 |
| 八德埤塘自然生態公園  | 榮興段1483地號公園人行道          | 32       | 2019/7/12  | - 八德埤塘自然生態公園 - 桃園市政府警察局八德分局                                                                                             |
| 八德區公所            | 中山路40號對面人行道              | 34       | 2019/10/3  | - 八德區公所 |
| 大安果樹公園          | 建安街長安街口公園廣場            | 32       | 2019/10/3  | - 瑞聯社區活動中心 |
| 瑞泰公園              | 介壽路2段583巷16弄12號對面空地    | 32       | 2019/11/6  | - 瑞泰公園 - 八德區原住民族集會所 |
| 置地生活廣場 八德     | 大智路17號對面廣場                | 40       | 2020/1/17  | - 置地生活廣場 八德 |
| 高城公園              | 高城六街48巷9號旁公園             | 30       | 2020/4/22  | - 高城公園 |
| 八德國民運動中心      | 廣福路218號前人行道               | 32       | 2021/9/24  | - 八德國民運動中心 |
| 大發休閒公園          | 興豐路2182-1號                    | 32       | 2022/7/11  | - 大發休閒公園 - 八德區大發市民活動中心 |
| 永豐路519巷口         | 永豐路490號西北側                 | 36       | 2022/12/30 | - 桃園市新興高級中等學校 |
| 中大公園              | 建德路與興豐路口                  | 32       | 2023/5/10  | - 中大公園 - 星巴克桃園興豐店 - 藏壽司 |
| 介壽路(國2橋下)       | 介壽路一段178號旁國道二號橋下空間 | 10       | 2024/01/05 | - 八德區正福市民活動中心 - 中華電信八德服務中心                                                                                               |
| 八德霖園公園          | 介壽路一段16巷73號旁公園人行道    | 14       | 2024/01/05 | - 八德霖園公園 |
| 茄明里集會所          | 中華路27號外側人行道              | 12       | 2024/01/05 | - 茄明里集會所 |
| 茄明公園              | 明光街49巷1號對面公園人行道       | 10       | 2024/01/05 | - 茄明公園 |
| 高城公園              | 高城六街48巷9號旁公園             | 12       | 2024/01/05 | - 高城公園 - 八德區高城市民活動中心 - 7-ELEVEN高城門市                                                                                        |
| 永豐路519巷口         | 永豐路492號                       | 18       | 2024/01/05 | |
| 思源公園              | 思源街122號(對面公園綠帶)         | 14       | 2024/01/12 | - 思源公園 |
| 廣豐公園              | 公園路/廣豐二街東北側人行道       | 12       | 2024/01/12 | - 廣豐公園 - 全家便利商店八德廣豐店 - 廣豐公一公園                                                                                            |
| 大湳公園              | 福國北街100-1號(對面公園綠帶)     | 16       | 2024/01/12 | - 大湳公園 - 八德龍山寺 - 全聯福利中心八德褔國北店 - 燦坤3C大湳店                                                                             |
| 重慶公園              | 重慶街179號對面公園旁人行道       | 10       | 2024/01/12 | - 八德重慶公園 - 7-ELEVEN冠成門市 |
| 和盛公園              | 大和路102號對面公園側人行道       | 10       | 2024/01/12 | - 和盛公園 - 全家便利商店八德大和店 - 麗盛公園                                                                                                |
| 同福公園              | 和義街50號對面人行道              | 10       | 2024/01/12 | - 同福公園 |
| 大勇國小              | 忠勇街373號對面人行道             | 12       | 2024/01/12 | - 桃園市八德區大勇國民小學 - 7-ELEVEN德勇門市                                                                                                 |
| 大明公園              | 興隆街/興隆街3巷                  | 12       | 2024/01/12 | - 大明公園 |
| 元聖宮                | 東泰街2號                         | 12       | 2024/01/12 | - 元聖宮 - 財團法人台灣省私立八德殘障教養院 - 桃園市八德區茄苳國民小學 - 桃園市政府警察局八德分局高明派出所                                   |
| 建德公園              | 長興路61號對面公園                | 10       | 2024/01/12 | - 建德公園 - 7-ELEVEN福厚門市 - 八德興仁花園夜市                                                                                              |
| 溪濱公園              | 廣興二路79號對面公園              | 10       | 2024/01/12 | - 溪濱公園 |
| 豐德公園              | 豐田一路85號對面公園              | 10       | 2024/01/12 | - 豐德公園 - 7-ELEVEN靖立門市 |
| 八德仁德公園          | 仁德路218號對面公園               | 10       | 2024/01/12 | - 八德仁德公園 - 7-ELEVEN八德建國門市 - 八德餘慶堂（詔邑台灣邱氏大宗祠）                                                                      |
| 八德興豐公園          | 豐田路433號旁人行道               | 12       | 2024/01/12 | - 八德興豐公園 - 路易莎咖啡八德興豐門市 - 全聯福利中心八德興豐店                                                                              |
| 八德藝文廣場          | 瑞發街55號對面                    | 12       | 2024/01/12 | - 八德藝文廣場 - 八德區瑞發市民活動中心 - 瑞發公園                                                                                            |
| 大忠停車場            | 大忠國小地下停車場對面人行道      | 11       | 2024/01/12 | - 桃園市八德區大忠國民小學 |
| 大仁里遊樂場          | 國道二號橋下大仁里遊樂場          | 10       | 2024/01/12 | - 大仁里兒童遊樂區 |
| 八德區衛生所          | 介壽路二段361巷28號前廣場         | 10       | 2024/01/12 | - 八德區衛生所 - 八德區大順大昌市民活動中心                                                                                                   |
| 瑞泰公園              | 介壽路2段583巷16弄12號對面空地    | 10       | 2024/01/12 | - 瑞泰公園 - 八德區瑞泰市民活動中心 |
| 八德埤塘自然生態公園  | 榮興路189巷公園人行道             | 10       | 2024/01/12 | - 八德埤塘自然生態公園 |
| 置地生活廣場 八德     | 大智路17號對面廣場                | 18       | 2024/01/12 | - 置地生活廣場 八德 - 7-ELEVEN大智湧門市 |
| 大發休閒公園          | 興豐路2182-1號                    | 10       | 2024/01/12 | - 大發休閒公園 - 八德區大發市民活動中心 - 7-ELEVEN榮豐門市                                                                                    |
| 中大公園              | 建德路/興豐路(西南側)             | 11       | 2024/01/12 | - 中大公園 |
| 大和公園              | 銀和街31號對面公園                | 10       | 2024/01/12 | - 大和公園 - 全家便利商店八德銀和店 - 路易莎咖啡桃園桃大極門市 - 7-ELEVEN迎和門市 - 國泰世華銀行大湳分行                                      |
| 大安果樹公園          | 建安街3巷1號旁公園                | 10       | 2024/01/12 | - 大安果樹公園 |
| 八德國民運動中心      | 廣福路230號前人行道               | 14       | 2024/01/12 | - 八德國民運動中心 - 桃園市立圖書館景雲分館 - 八德大湳社福館 - 桃園市政府消防局第一大隊大湳分隊                                               |
| 君臨公園              | 忠勇六街5號對面人行道             | 20       | 2024/01/24 | - 君臨公園 - 路易莎咖啡八德忠勇門市 - 忠勇公園                                                                                                |
| 八德大湳轉運站        | 和強路58號南側                    | 25       | 2024/02/17 | - 八德大湳轉運站 - 7-ELEVEN大湳門市 |
| 八德區公所            | 中山路32號對面人行道              | 17       | 2024/03/11 | - 桃園市政府警察局八德分局八德派出所 - 八德區公所 - 桃園市八德區八德國民小學 - 桃園市立圖書館八德分館 - 台灣自來水公司八德服務站 - 八德區農會 |
| 八德一號社會住宅      | 建德路豐德路口                    | 20       | 2024/05/03 | - 八德一號社會住宅 - 八德區興仁市民活動中心 - 溪濱公園                                                                                        |
| 八德三號社會住宅      | 豐德路中山路口                    | 20       | 2024/06/13 | - 八德三號社會住宅 - 全家便利商店八德豐德店                                                                                                   |
| 福僑公園              | 福國街77巷43號南側                | 20       | 2024/08/08 | - 福僑公園 |
| 百年里昂社區          | 竹興街17號對側                    | 15       | 2024/08/28 | - 里昂公園 - 萊爾富便利商店八德竹興店 |
| 永豐路公園            | 永豐路519巷口                     | 29       | 2024/09/03 | - 永豐路公園 - 八德區農會茄苳辦事處 |
| 大湳滯洪池            | 和平路528巷2號西側                | 27       | 2024/09/12 | - 大湳滯洪池 - OK便利商店大湳大安店 |
| 瑞德里市民活動中心    | 介壽路二段1432號                  | 35       | 2024/10/08 | - 八德區瑞德市民活動中心 - 7-ELEVEN德僑門市                                                                                                   |
| 和平忠勇街口          | 和平路222號北側                   | 27       | 2024/10/09 | - 中華民國陸軍工兵第五三群龍蟠營區 - 全家便利商店八德大愛店 - 桃園市立大成國民中學                                                            |
| 八德楓樹腳公園        | 介壽路二段940號北側               | 27       | 2025/03/30 | - 楓樹腳公園 - 7-ELEVEN八德富順門市 - OK便利商店八德瑞豐店 - 八德區農會瑞豐辦事處                                                             |
| 瑞祥市民活動中心      | 介壽路二段1233巷46-1號            | 24       | 2025/05/26 | - 八德區瑞祥市民活動中心 |
| 大勤街70巷與大勤街口  | 大勤街70巷與大勤街口              | 15       | 2025/05/26 | |
| 北區客家會館          | 崁頂路60號                        | 26       | 2025/06/13 | - 桃園北區客家會館 |
| 榮興路896巷口榮興公園 | 榮興路896巷口榮興公園             | 20       | 2025/06/16 | - 榮興公園 |
| 仁德路75巷(兩側)      | 仁德路83號                        | 27       | 2025/07/16 | |
| 文昌休閒公園          | 文昌街72號                        | 30       | 2025/08/04 | - 文昌休閒公園 |
| 八德社福館            | 福國北街220號                     | 20       | 2025/08/07 | - 八德社福館 - 八德游泳池 - 基督教大湳禮拜堂 - 八德區大智市民活動中心                                                                         |
| 豐田路與豐田一路口    | 豐田路43號前                      | 40       | 2025/08/07 | - 八塊綠廊 |
| 建德廣興五街口        | 建德路500號                       | 16       | 2025/08/11 | - 八德溪濱公園 |

## 蘆竹區
| 車站名稱               | 擺放位置                            | 鎖孔數量 | 啟用日期   | 周邊設施 |
| ---------------------- | ----------------------------------- | -------- | ---------- | --- |
| 光明國小               | 南昌路忠孝西路口東北側人行道        | 36       | 2016/10/19 | - 桃園市蘆竹區光明國民小學 |
| 南崁高中               | 仁愛路二段1號(南崁高中旁人行道)     | 34       | 2016/12/2  | - 南崁高中 |
| 蘆竹區婦幼館           | 五福路88號對面婦幼館人行道          | 36       | 2016/12/2  | - 蘆竹區婦幼館 - 蘆竹國民運動中心                                                                                             |
| 光明河濱公園           | 光明路二段100號對面路側             | 36       | 2016/12/8  | - 光明河濱公園 - 桃園市蘆竹區錦興國民小學                                                                                     |
| 開南大學               | 開南路1號(行政大樓南棟前停車場)     | 56       | 2016/12/12 | - 開南大學 |
| 蘆竹吉林公園           | 吉林路121-137號對面吉林公園旁人行道 | 44       | 2016/12/16 | - 桃園市蘆竹區南崁國民小學 - 羊稠坑步道 - 長流美術館                                                                          |
| 捷運山鼻站(A10)        | 南山路三段176號旁自行車停放區       | 22       | 2017/2/14  | - 山鼻站 |
| 蘆竹區公所             | 南上路3號對面路側                   | 40       | 2017/5/12  | - 蘆竹區公所 - 桃園市立圖書館南崁分館 - 桃園市政府警察局蘆竹分局南崁派出所                                                    |
| 峻德宮                 | 奉化路292號旁路側                   | 36       | 2017/5/17  | - 峻德宮 |
| 五福停車場             | 五福一路120號對面人行道             | 36       | 2017/9/3   | - 蘆竹區藝文音樂廣場公園 |
| 大竹國小               | 南竹路五段271號對面人行道           | 38       | 2017/9/21  | - 桃園市蘆竹區大竹國民小學 - 桃園市政府警察局蘆竹分局大竹派出所                                                               |
| 南榮公園               | 南平街洛陽街口南側公園旁人行道      | 34       | 2017/11/7  | - 南榮公園 |
| 中興環保公園           | 大興四街61巷及大興四街路口公園內    | 32       | 2017/12/16 | |
| 新福大新一街口         | 新福街125-127號對面                 | 30       | 2018/7/31  | |
| 龍安國小               | 文中路一段35號                      | 32       | 2018/7/31  | - 桃園市蘆竹區龍安國民小學 |
| 桃園市立圖書館山腳分館 | 山外路117號旁人行道                 | 32       | 2018/10/8  | - 桃園市立圖書館山腳分館 |
| 上興公園               | 上興路182號對面路側                 | 34       | 2018/10/22 | - 上興公園 - 桃園市政府消防局第三大隊大竹分隊                                                                                 |
| 蘆竹區聯合辦公大樓     | 長安路二段與東溪路口                | 34       | 2018/10/22 | - 桃園市蘆竹區衛生所 - 桃園市蘆竹地政事務所 - 桃園市蘆竹區戶政事務所                                                          |
| 綠九公園               | 六福路/六福路247巷路口旁公園        | 36       | 2018/11/9  | - 營盤坑溪帶狀綠九公園 |
| 好市多南崁店           | 南崁路一段369號前方人行道           | 30       | 2018/11/16 | - 好市多桃園南崁店 |
| 大竹游泳池             | 大新一街115號旁空地                 | 40       | 2018/11/21 | |
| 捷運坑口站(A11)        | 捷運坑口站(A11)出入口前             | 48       | 2018/11/21 | - 坑口站 |
| 蘆竹親子公園           | 六福路163號對面廣場                 | 40       | 2018/11/22 | |
| 海湖農會               | 海湖東路77號旁空地                  | 24       | 2018/12/28 | - 蘆竹區農會海湖分部 |
| 榮興橋                 | 南新段948地號人行道                 | 50       | 2019/4/2   | |
| 光明國中               | 洛陽街139號之1對面人行道            | 38       | 2019/5/17  | - 桃園市立光明國民中學 |
| 新南路一段榮興路口     | 新南路一段榮興路口旁人行道          | 34       | 2019/7/1   | |
| 台茂購物中心           | 南崁路一段112號前方人行道           | 40       | 2020/4/1   | - 台茂購物中心 |
| 順興公園               | 南順二街26號旁公園                  | 36       | 2020/10/8  | |
| 南順七街32巷口         | 南順七街35號旁人行道                | 34       | 2021/6/4   | |
| 海湖地景公園           | 下海湖公車站東側空地                | 32       | 2021/7/16  | - 海湖地景公園 |
| 桃園街堤岸             | 桃園街9號斜前方提岸                 | 32       | 2021/9/1   | - 兆豐銀行南崁分行 |
| 桃園市立圖書館蘆竹分館 | 福祿五街4號對面人行道               | 36       | 2021/11/17 | - 桃園市立圖書館蘆竹分館 - 桃園市立南崁高級中等學校                                                                           |
| 興仁市民活動中心       | 興仁路330之1號前廣場                | 32       | 2021/12/24 | - 桃園市立圖書館大竹分館 |
| 中山長春路口           | 中山路59號東側                      | 38       | 2022/08/29 | - 桃園市蘆竹區南崁國民小學 - 蘆竹區羊稠市民活動中心                                                                           |
| 大華籃球場             | 大華街65號對側                      | 32       | 2023/03/03 | - 大華籃球場 - 桃園市蘆竹區大華國民小學                                                                                       |
| 機捷路二段外社街口     | 機捷路二段與外社街口東北側人行道    | 32       | 2023/11/20 | - 外社橋公園 |
| 龍安國小               | 文中路一段35號                      | 10       | 2024/01/05 | - 桃園市蘆竹區龍安國民小學 - 全家便利商店蘆竹文新店                                                                           |
| 光明國小               | 南昌路忠孝西路口東北側人行道        | 12       | 2024/01/12 | - 桃園市蘆竹區光明國民小學 - 遠傳電信蘆竹忠孝加盟門市 - 蘆竹寵物公園 - 全家便利商店蘆竹星馳店                                 |
| 光明河濱公園           | 光明路二段100號對面路側             | 16       | 2024/01/12 | - 光明河濱公園 - 蘆竹區光明市民活動中心                                                                                       |
| 開南大學               | 開南路1號(行政大樓南棟前停車場)     | 10       | 2024/01/12 | - 開南大學 - 全家便利商店蘆竹開南店 - 7-ELEVEN開南門市                                                                        |
| 蘆竹吉林公園           | 吉林路121-137號對面吉林公園旁人行道 | 20       | 2024/01/12 | - 蘆竹吉林公園 - 桃園市蘆竹區南崁國民小學                                                                                     |
| 蘆竹區公所             | 南上路3號對面路側                   | 16       | 2024/01/12 | - 南崁公有零售市場 - 全聯福利中心蘆竹南崁店 - 蘆竹區南崁市民活動中心 - 7-ELEVEN南崁門市 - 蘆竹區公所 - 桃園市立圖書館南崁分館 |
| 峻德宮                 | 奉化路292號旁路側                   | 16       | 2024/01/12 | - 峻德宮 - 家樂福超市蘆竹奉化店                                                                                               |
| 五福停車場             | 五福一路120號對面人行道             | 12       | 2024/01/12 | - 蘆竹藝文音樂廣場公園 - 7-ELEVEN五福門市                                                                                     |
| 大竹國小               | 南竹路五段271號對面人行道           | 10       | 2024/01/12 | - 桃園市蘆竹區大竹國民小學 - 桃園市政府警察局蘆竹分局大竹派出所                                                               |
| 中興環保公園           | 大興四街61巷及大興四街路口公園內    | 12       | 2024/01/12 | - 中興環保公園 |
| 南榮公園               | 南平街洛陽街口南側公園旁人行道內    | 12       | 2024/01/12 | - 南榮公園 - 臺灣土地銀行南崁分行                                                                                             |
| 新福大新一街口         | 新福街125-127號對面                 | 10       | 2024/01/12 | - 大竹零售公有市場 - 全聯福利中心蘆竹大竹店 - 大新公園 - 寶雅大竹大新店                                                       |
| 綠九公園               | 六福路/六福路247巷路口旁公園        | 10       | 2024/01/12 | - 營盤坑溪帶狀綠九公園 - 7-ELEVEN元翔門市 - 美廉社蘆竹六福店                                                                  |
| 上興公園               | 上興路182號對面路側                 | 12       | 2024/01/12 | - 上興公園 - 全聯福利中心蘆竹興福店 - 桃園市政府消防局第三大隊大竹分隊 - 蘆竹區上興市民活動中心                               |
| 蘆竹區聯合辦公大樓     | 長安路二段與東溪路口                | 12       | 2024/01/12 | - 蘆竹區聯合辦公大樓 - 7-ELEVEN千富門市 - 蘆竹區原住民族集會所                                                                |
| 桃園市立圖書館山腳分館 | 山外路117號旁人行道                 | 10       | 2024/01/12 | - 桃園市立圖書館山腳分館 - 桃園市政府消防局第三大隊山腳分隊                                                                   |
| 榮興橋                 | 榮興路20號旁                        | 20       | 2024/01/12 | - 特力屋南崁店 |
| 海湖農會               | 海湖東路77號旁空地旁                | 10       | 2024/01/12 | - 蘆竹區農會海湖信用部 |
| 大竹游泳池             | 大新一街115號旁空地                 | 10       | 2024/01/12 | - 蘆竹區大竹游泳池 - 桃園市立大竹國民中學                                                                                     |
| 捷運坑口站(A11)        | 捷運坑口站(A11)出入口前             | 10       | 2024/01/12 | - 坑口站 |
| 蘆竹親子公園           | 六福路163號對面廣場                 | 10       | 2024/01/12 | - 六福親子公園 - 全家便利商店蘆竹鼎福店 - 台灣基督長老教會南崁大安教會                                                        |
| 光明國中               | 洛陽街139號之1對面人行道            | 18       | 2024/01/12 | - 桃園市立光明國民中學 - 全家便利商店蘆竹洛陽店 - 7-ELEVEN上賀門市                                                            |
| 桃園街堤岸             | 桃園街9號斜前方堤岸                 | 16       | 2024/01/12 | - 蘆竹區南榮市民活動中心 - 兆豐國際商業銀行南崁分行                                                                           |
| 順興公園               | 南順二街26號旁公園                  | 20       | 2024/01/12 | - 順興公園 - 7-ELEVEN盧奉門市                                                                                                 |
| 桃園市立圖書館蘆竹分館 | 福祿五街4號對面人行道               | 16       | 2024/01/12 | - 桃園市立圖書館蘆竹分館 - 中華電信南崁服務中心 - 蘆竹區五福市民活動中心                                                      |
| 南順七街32巷口         | 南順七街35號旁人行道                | 16       | 2024/01/12 | |
| 興仁市民活動中心       | 興仁路330之1號前廣場                | 10       | 2024/01/12 | - 蘆竹區興仁市民活動中心 - 桃園市立圖書館大竹分館 - 六股埤塘生態公園 - 7-ELEVEN興鑽門市                                       |
| 中山長春路口           | 中山路59號東側                      | 10       | 2024/01/12 | - 屈臣氏蘆中門市 - 路易莎咖啡蘆竹中山門市 - 全家便利商店蘆竹中愛店                                                            |
| 濱海市民活動中心       | 下海湖公車站東側空地                | 10       | 2024/01/12 | - 海湖地景公園 - 蘆竹區濱海市民活動中心                                                                                       |
| 機捷路二段外社街口     | 機捷路二段與外社街口東北側人行道    | 10       | 2024/01/12 | - 外社橋公園 |
| 大華籃球場             | 大華街65號對側                      | 12       | 2024/01/12 | - 宏竹天幕籃球場 - 萊爾富便利商店蘆竹桃竹店                                                                                   |
| 好市多南崁店           | 南崁路一段369號前方人行道           | 17       | 2024/01/12 | - 好市多桃園南崁店 - 全家便利商店蘆竹南亞店                                                                                   |
| 新南路一段榮興路口     | 新南路一段榮興路口旁人行道          | 20       | 2024/01/12 | |
| 台茂購物中心           | 南崁路一段112號前方人行道           | 24       | 2024/01/12 | - 台茂購物中心 - 中華郵政蘆竹錦興郵局                                                                                         |
| 蘆竹區婦幼館           | 五福路88號對面婦幼館人行道          | 17       | 2024/01/12 | - 蘆竹區婦幼館 - 蘆竹區瓦窯市民活動中心 - 蘆竹公一公園 - 蘆竹國民運動中心                                                     |
| 南崁高中               | 仁愛路二段1號(南崁高中旁人行道)     | 21       | 2024/03/11 | - 桃園市立南崁高級中等學校 |
| 蘆竹一號社會住宅       | 福洲一街40號西側                    | 20       | 2024/07/02 | - 蘆竹一號社會住宅 - 蘆竹二二八紀念公園                                                                                       |
| 桃林鐵馬道(海湖東路)   | 海湖東路402號北側                   | 25       | 2024/09/13 | - 桃林鐵馬道 |
| 長榮吉邸               | 南祥路350-382號                     | 35       | 2024/10/17 | |
| 蘆竹羽球館             | 錦溪路69號                          | 17       | 2024/10/18 | - 桃園市立蘆竹羽球館 |
| 瑞健南山               | 南山路二段330號                     | 32       | 2024/11/29 | - 7-ELEVEN耀興門市 - 瑞健醫療南崁廠                                                                                           |
| 瑞健六福               | 油管路一段/六福路(西北側)           | 32       | 2024/11/29 | - 桃林鐵馬道 - 瑞健醫療六福廠                                                                                                 |
| 蘆竹二號社會住宅       | 大新路62號                          | 23       | 2024/12/16 | - 蘆竹二號社會住宅 - 大竹公有零售市場 - 蘆竹親子館 - 聯邦銀行大竹分行 - 7-ELEVEN竹盈門市                                      |
| 台林電通               | 榮安路10號                          | 32       | 2024/12/23 | - 台林電通股份有限公司 |
| 機捷路二段(山鼻福德宮) | 機捷路二段山鼻二路27巷口            | 64       | 2025/01/23 | - 山鼻福德宮 - 山鼻之聚公園 - 山鼻站 - 7-ELEVEN桃捷門市                                                                       |
| 南崁南工路口           | 南崁路二段66號                      | 24       | 2025/04/23 | - 台中銀行南崁分行 - 萊爾富便利商店蘆竹南崁店 - 7-ELEVEN雄賀門市 - 全家便利商店南工店 - 7-ELEVEN千雄門市                      |
| 山鼻之望               | 山鼻一路埤腳街口                    | 15       | 2025/06/26 | - 山鼻之望公園 |
| 中福市民活動中心       | 龍安街二段985號                     | 15       | 2025/06/26 | - 蘆竹區中福市民活動中心 - 蘆竹德林寺 - 7-ELEVEN鑫海門市                                                                      |
| 山腳國中               | 海山路319號                         | 20       | 2025/07/23 | - 桃園市立山腳國民中學 |
| 山鼻之戀               | 機捷路二段683號北側                 | 19       | 2025/08/13 | - 山鼻之戀公園 - 萊爾富便利商店蘆竹山鼻店                                                                                     |
| 頂社國小               | 山林路三段232號                     | 16       | 2025/08/13 | - 桃園市蘆竹區頂社國民小學 - 坑子福德宮 - 7-ELEVEN頂社門市                                                                    |

## 大溪區
| 車站名稱           | 擺放位置                     | 鎖孔數量 | 啟用日期   | 周邊設施 |
| ------------------ | ---------------------------- | -------- | ---------- | --- |
| 月眉停車場         | 月眉15鄰105號                | 50       | 2016/12/15 | - 月眉休閒農業區 - 李騰芳古宅 - 月眉古道                                                                                      |
| 大溪中正公園       | 普濟路80號旁停車場           | 44       | 2016/12/15 | - 桃園市立大溪木藝生態博物館 - 大溪中正公園 - 桃園市大溪區大溪國民小學                                                        |
| 大溪河濱公園       | 瑞興段2407地號內停車格       | 42       | 2018/6/19  | - 大溪河濱公園 - 武嶺橋慢速壘球場                                                                                             |
| 埔頂公園           | 仁善街102號對面停車場內      | 36       | 2018/6/29  | - 埔頂公園 - 仁和棒球場 - 桃園市大溪區仁善國民小學                                                                            |
| 仁和國小           | 仁和二街50號旁人行道         | 30       | 2018/9/10  | - 桃園市大溪區仁和國民小學 |
| 十大觀光小城公園   | 介壽路965號對面公園          | 40       | 2018/11/12 | - 財政部北區國稅局大溪稽徵所 - 桃園市政府消防局第四大隊圳頂分隊 - 桃園市立圖書館崎頂分館 - 桃園市政府警察局大溪分局圳頂派出所 |
| 中科院五號門       | 石園路615號前方空地          | 60       | 2019/9/1   | - 國家中山科學研究院龍門院區                                                                                                  |
| 大溪永昌宮         | 仁和路二段190巷27號前方廣場  | 32       | 2019/9/11  | |
| 三元公園           | 員林路二段450號對面公園      | 32       | 2019/11/7  | - 三元公園 - 桃園市大溪區員樹林國民小學                                                                                       |
| 至善高中           | 康莊路645號                  | 32       | 2023/3/23  | - 桃園市私立至善高級中學 - 桃園市立圖書館康莊分館 - 桃園市立大溪高級中等學校                                                  |
| 僑愛停車場         | 僑愛一街46巷11號東南側停車場 | 40       | 2023/3/31  | - 大溪區僑愛市民活動中心 - 桃園市大溪區僑愛國民小學                                                                           |
| 月眉停車場         | 月眉15鄰105號                | 16       | 2024/01/19 | - 月眉停車場 - 大溪區月眉市民活動中心 - 桃園市政府消防局第四大隊大溪分隊                                                      |
| 大溪中正公園       | 普濟路80號旁停車場           | 16       | 2024/01/19 | - 大溪中正公園 - 大溪木藝生態博物館 - 大溪區老人文康活動中心 - 桃園市大溪區大溪國民小學                                       |
| 埔頂公園           | 仁善街102號對面停車場內      | 10       | 2024/01/19 | - 埔頂公園 |
| 大溪河濱公園       | 瑞興段2407地號內停車格       | 12       | 2024/01/19 | - 大溪河濱公園 - 台灣基督長老教會牧人教會                                                                                     |
| 仁和國小           | 仁和二街50號旁人行道         | 12       | 2024/01/19 | - 桃園市大溪區仁和國民小學 |
| 十大觀光小城公園   | 介壽路965號對面公園          | 10       | 2024/01/19 | - 十大觀光小城公園 - 財政部北區國稅局大溪稽徵所 - 桃園市政府消防局第四大隊圳頂分隊                                            |
| 僑愛停車場         | 僑愛一街46巷11號東南側停車場 | 10       | 2024/01/19 | - 全聯福利中心大溪僑愛店 |
| 大溪永昌宮         | 仁和路二段190巷27號前方廣場  | 10       | 2024/01/19 | - 永昌宮五穀先帝王廟 - 南興社區公園                                                                                           |
| 三元公園           | 員林路二段450號對面公園      | 10       | 2024/01/19 | - 三元公園 - 桃園市大溪區員樹林國民小學 - 三元社區活動中心 - 全家便利商店大溪員樹林店                                         |
| 中科院五號門       | 石園路615號前方空地          | 10       | 2024/01/19 | - 國家中山科學研究院龍門院區                                                                                                  |
| 至善高中           | 康莊路645號                  | 14       | 2024/01/19 | - 桃園市私立至善高級中學 - 桃園市立圖書館康莊分館 - 桃園市立大溪高級中等學校                                                  |
| 中庄福德宮         | 大鶯路1566號                 | 15       | 2024/07/02 | - 中庄福德宮 - 桃園市政府警察局大溪分局中新派出所 - 7-ELEVEN忠新門市                                                          |
| 埔頂公園(公園路)   | 公園路117號對側              | 27       | 2024/07/02 | - 埔頂公園 - 7-ELEVEN園頂門市                                                                                                 |
| 山豬湖生態親水園區 | 信義路525巷10弄582號         | 36       | 2025/01/15 | - 大漢溪山豬湖生態親水園區 |
| 大溪運動公園       | 員林路三段155巷51號西側      | 18       | 2025/01/22 | - 大溪運動公園 |
| 勤奮公園           | 齋明街56-1號北側             | 15       | 2025/06/27 | - 勤奮公園 |
| 員林路一段29巷     | 福居街76號                   | 20       | 2025/06/27 | - 桃園市原住民族文化會館 |
| 石門水庫坪林管制站 | 康莊路五段713號北側          | 40       | 2025/08/01 | - 石門水庫坪林管制站 - 石門水庫 - 坪林公園                                                                                    |

## 大園區
| 車站名稱             | 擺放位置                                  | 鎖孔數量 | 啟用日期   | 周邊設施                                                                            |
| -------------------- | ----------------------------------------- | -------- | ---------- | ----------------------------------------------------------------------------------- |
| 捷運大園站(A15)      | 橫湳一路1號捷運站旁人行道                 | 32       | 2017/2/14  | - 大園站                                                                            |
| 捷運領航站(A17)      | 領航北路四段358號對面人行道               | 40       | 2017/2/16  | - 領航站                                                                            |
| 老街溪停車場         | 大觀路31巷1號旁老街溪上方停車場           | 36       | 2017/5/13  | - 大園區公所 - 桃園市立圖書館大園分館 - 大園運動中心                                |
| 華興池               | 華興路205號對面路側                       | 36       | 2017/5/13  | - 華興公園 - 華興埤                                                                 |
| 大中華幼兒園         | 中正三街9號對面空地                       | 34       | 2017/5/18  |                                                                                     |
| 桃禧航空城酒店       | 大觀路777號(桃禧航空城酒店園航路側人行道) | 26       | 2017/12/30 | - 桃禧航空城酒店 - 桃園市大園區潮音國民小學                                         |
| 大園國際高中         | 大成路二段37號對面人行道                  | 60       | 2017/12/31 | - 大園國際高中                                                                      |
| 大園國中             | 園科路400號前人行道                       | 38       | 2018/4/13  | - 桃園市立大園國民中學                                                              |
| 兒九公園             | 致遠街致維街口公園內                      | 34       | 2018/8/17  | - 兒九公園                                                                          |
| 菓林國小             | 菓林里12鄰41號前方人行道                  | 26       | 2018/10/22 | - 桃園市大園區菓林國民小學                                                          |
| 遠雄自貿港區加值園區 | 航翔路5號前方廣場                         | 32       | 2020/3/19  | - 遠雄自貿港區加值園區                                                              |
| 捷運領航站(A17)      | 領航北路四段358號對面人行道               | 10       | 2024/01/05 | - 領航站                                                                            |
| 大園國際高中         | 大成路二段37號對面人行道                  | 20       | 2024/01/05 | - 桃園市立大園國際高級中等學校                                                      |
| 兒九公園             | 致遠街致維街口公園內                      | 12       | 2024/01/05 | - 青埔兒九公園                                                                      |
| 捷運大園站(A15)      | 橫湳一路1號捷運站旁人行道                 | 20       | 2024/01/19 | - 大園站                                                                            |
| 桃禧航空城酒店       | 大觀路777號(桃禧航空城酒店園航路側人行道) | 16       | 2024/01/19 | - 桃園喜來登酒店 - 桃禧航空城酒店 - 7-ELEVEN觀園門市                                |
| 老街溪停車場         | 大觀路31巷1號旁老街溪上方停車場           | 10       | 2024/01/19 | - 大園仁壽宮 - 大園廟口夜市                                                         |
| 大中華幼兒園         | 中正三街9號對面空地                       | 10       | 2024/01/19 | - 私立大中華幼稚園 - 燦坤3C大園店 - 桃園市政府消防局第三大隊大園分隊                |
| 菓林國小             | 菓林里12鄰41號前方人行道                  | 10       | 2024/01/19 | - 桃園市大園區菓林國民小學                                                          |
| 遠雄自貿港區加值園區 | 航翔路5號前方廣場                         | 12       | 2024/01/19 | - 遠雄自貿港區加值園區                                                              |
| 大園國中             | 園科路400號前人行道                       | 12       | 2024/01/19 | - 桃園市立大園國民中學                                                              |
| 大園幼兒園三和分班   | 三和路1之1號                              | 15       | 2024/05/02 | - 桃園市立大園幼兒園三和分班 - 桃園市立圖書館三和分館 - 三和社區活動中心 - 三和公園 |
| 青山里市民活動中心   | 興德路131號                               | 15       | 2024/07/09 | - 大園區青山市民活動中心 - 青禾藝術公園（青埔公二公園）                             |
| 領航北大安街口       | 領航北路四段122號                         | 18       | 2024/07/17 |                                                                                     |
| 大園區致維街停車場   | 公園路一段11號西北側                      | 25       | 2024/09/06 | - 致維街停車場                                                                      |
| 華興池(華興路)       | 長興街50號西側                            | 29       | 2024/10/19 | - 華興池                                                                            |
| 華興池(中園街)       | 永興路204號南側                           | 24       | 2024/10/19 | - 華興池                                                                            |
| 兒2兒童公園          | 新生北路27號旁                            | 16       | 2024/10/24 | - 大園兒二兒童公園                                                                  |
| 竹圍漁港天幕         | 漁港路353巷176號                          | 24       | 2024/12/30 | - 竹圍漁港                                                                          |
| 溪海休閒農業園區     | 聖德北路879巷口                           | 25       | 2025/03/26 | - 溪海休閒農業園區                                                                  |
| 兒八公園             | 高鐵南路一段/致善路一段                   | 23       | 2025/04/29 | - 兒八公園                                                                          |
| 南港市民活動中心     | 文治路20號旁停車場                        | 33       | 2025/05/27 | - 大園區南港市民活動中心 - 客運園區兒一公園                                         |
| 捷運橫山站(A16)      | 大竹南路1180號                            | 33       | 2025/06/10 | - 橫山站                                                                            |
| 陽光劇場             | 領航北路四段251號南側                     | 36       | 2025/07/03 | - 桃園陽光劇場                                                                      |

## 龍潭區
| 車站名稱                  | 擺放位置                         | 鎖孔數量 | 啟用日期   | 周邊設施 |
| ------------------------- | -------------------------------- | -------- | ---------- | --- |
| 龍潭大池(龍元路)          | 龍元路144號對面龍潭大池旁人行道  | 38       | 2017/8/20  | - 龍潭大池 - 龍潭聖蹟亭                                                                                        |
| 龍潭運動公園(北龍路)      | 公園路北龍路口東南側公園旁人行道 | 38       | 2017/8/20  | - 龍潭運動公園                                                                                                 |
| 龍潭行政園區              | 中興路681號對面人行道            | 36       | 2017/10/12 | - 龍潭區公所 - 桃園市龍潭區衛生所 - 桃園市龍潭區戶政事務所                                                     |
| 國軍桃園總醫院            | 中興路179號對面人行道            | 36       | 2018/6/29  | - 國軍桃園總醫院                                                                                               |
| 桃園市客家文化館          | 中正路三林段500號前方路側        | 32       | 2018/11/22 | - 桃園市客家文化館                                                                                             |
| 龍潭區衛生所              | 中正路210號對面路側              | 36       | 2019/1/18  | - 財團法人桃園市客家文化基金會 - 龍潭區衛生所                                                                  |
| 百年大鎮社區              | 中豐路279號前方人行道            | 28       | 2019/2/1   | |
| 中科院一號門              | 中科段1124地號空地               | 60       | 2019/9/1   | - 國家中山科學研究院 - 桃園市私立漢英高級中學                                                                  |
| 中科院石園一村            | 佳安段712地號                    | 60       | 2019/9/1   | |
| 中科院石園三村            | 武漢路100號對面停車格            | 40       | 2019/9/1   | - 桃園市龍潭區武漢國民小學                                                                                     |
| 三坑自然生態公園          | 永福段1148地號                   | 32       | 2019/9/1   | - 三坑自然生態公園                                                                                             |
| 中科院石園二村            | 八德路1號旁停車場                | 40       | 2019/9/9   | |
| 中正光明路口              | 中正路339號對側高架橋下          | 32       | 2019/12/11 | - 龍潭藍球綜合運動場                                                                                           |
| 龍潭婦幼館                | 干城路19巷30號南側停車場         | 32       | 2023/9/18  | - 龍潭婦幼館 - 龍祥凌雲市民活動中心 - 桃園市政府警察局龍潭分局                                                 |
| 龍潭大池(龍元路)          | 龍元路144號對面龍潭大池旁人行道  | 12       | 2024/01/19 | - 龍潭大池 |
| 龍潭行政園區              | 中興路681號對面人行道            | 10       | 2024/01/19 | - 龍潭區公所 - 桃園市政府消防局第四大隊暨龍潭分隊 - 萊爾富便利商店桃市桃亮店                                   |
| 國軍桃園總醫院            | 中興路179號對面人行道            | 10       | 2024/01/19 | - 國軍桃園總醫院 - 美廉社龍潭中興店 - 基督教中華聖潔會龍潭教會                                                 |
| 桃園市客家文化館          | 中正路三林段500號前方路側        | 10       | 2024/01/19 | - 桃園市客家文化館 - 全家便利商店龍潭魯冰花店                                                                  |
| 百年大鎮社區              | 中豐路279號前方人行道            | 10       | 2024/01/19 | - 全聯福利中心龍潭中豐店 - 7-ELEVEN百年門市                                                                    |
| 龍潭區衛生所              | 中正路210號對面路側              | 12       | 2024/01/19 | - 財團法人桃園市客家文化基金會 - 龍潭區衛生所                                                                  |
| 中正光明路口              | 中正路339號對側高架橋下          | 14       | 2024/01/19 | - 全聯福利中心龍潭中正店                                                                                       |
| 中科院一號門              | 中科段1124地號空地               | 10       | 2024/01/19 | - 國家中山科學研究院新新院區 - 桃園市懷恩高級中等學校                                                          |
| 中科院石園三村            | 武漢路100號對面停車格            | 10       | 2024/01/19 | - 桃園市龍潭區武漢國民小學                                                                                     |
| 中科院石園一村            | 佳安段712地號                    | 10       | 2024/01/19 | |
| 中科院石園二村            | 八德路1號旁停車場                | 10       | 2024/01/19 | |
| 龍潭婦幼館                | 干城路19巷30號南側停車場         | 10       | 2024/01/19 | - 龍潭區婦幼館 - 龍潭區龍祥凌雲市民活動中心 - 桃園市政府警察局龍潭分局聖亭派出所                               |
| 龍潭運動公園(北龍路)      | 公園路北龍路口東南側公園旁人行道 | 30       | 2024/03/08 | - 龍潭運動公園 - 麥當勞桃園龍潭餐廳 - 肯德基龍潭北龍餐廳 - 龍潭運動公園立體停車場 - 龍潭區中山第一市民活動中心 |
| 龍潭日出公園              | 工一路88號                       | 15       | 2024/06/28 | - 龍潭日出公園 - 龍潭區大烏林市民活動中心 - 桃園市龍潭區潛龍國民小學                                           |
| 十一份文化園區            | 佳安里佳安西路5號                | 17       | 2024/09/05 | - 十一份觀光文化園區                                                                                           |
| 龍潭體育綜合園區          | 雙連街582巷131號                 | 30       | 2024/09/06 | - 龍潭體育綜合園區                                                                                             |
| 綠杉林公園                | 中正路三林段163巷口              | 25       | 2024/10/17 | - 綠杉林公園 - 中華民國國防部陸軍司令部                                                                        |
| 三坑自然生態公園          | 三坑自然生態公園                 | 31       | 2025/01/21 | - 三坑自然生態公園                                                                                             |
| 民治十八街口              | 民治路339號                      | 25       | 2025/04/22 | - 美廉社龍潭民治店                                                                                             |
| 渴望一二路口              | 渴望路428號西側                  | 18       | 2025/04/25 | - 小熊博物館                                                                                                   |
| 武中路中興路336巷18弄巷口 | 武中路中興路336巷18弄巷口        | 22       | 2025/04/25 | - 桃園市立武漢國民中學                                                                                         |
| 大順路金龍路374巷口       | 大順路金龍路374巷口              | 30       | 2025/04/25 | |
| 大平山公園                | 民治十二街2號北側                | 15       | 2025/07/17 | - 大平山公園                                                                                                   |
| 臺灣客家茶文化館          | 高原路768號                      | 15       | 2025/07/17 | - 臺灣客家茶文化館                                                                                             |
| 龍潭高中                  | 神龍路155號                      | 47       | 2025/08/15 | - 桃園市立龍潭高級中等學校                                                                                     |
| 雙龍國小                  | 神龍路346號                      | 30       | 2025/08/18 | - 桃園市龍潭區雙龍國民小學                                                                                     |
| 渴望社區(三期)            | 渴望一路318號西側                | 20       | 2025/08/18 | |

## 楊梅區
| 車站名稱           | 擺放位置                          | 鎖孔數量 | 啟用日期   | 周邊設施 |
| ------------------ | --------------------------------- | -------- | ---------- | --- |
| 楊梅火車站(前站)   | 大成路256號(火車站前方人行道)     | 50       | 2017/10/17 | - 楊梅車站 |
| 楊明國中           | 新農街337號(面楊明國中左側人行道) | 38       | 2017/10/17 | - 楊梅故事館 - 楊明國中 |
| 楊梅國中           | 校前路86號對面人行道              | 46       | 2017/10/17 | - 楊梅國中 |
| 伯公岡公園         | 民生街101號對面公園               | 36       | 2018/7/13  | - 伯公岡公園 - 妙靈宮 |
| 中山親水公園       | 新農街80號旁公園內                | 32       | 2018/7/20  | - 中山親水公園 - 桃園市楊梅區大同國民小學                                                                                    |
| 富岡車站           | 成功路58號斜對面廣場              | 32       | 2018/9/7   | - 富岡車站 - 桃園市立圖書館富岡分館                                                                                          |
| 四維兒童公園       | 四維二路95號對面公園              | 32       | 2018/12/6  | - 四維兒童公園 |
| 富岡運動公園       | 新富七街180號斜對面               | 40       | 2019/4/11  | - 富岡運動公園 |
| 頭重溪公園         | 三元街99號對面公園綠地            | 32       | 2019/9/10  | - 頭重溪公園 |
| 瑞塘公有停車場     | 萬大路187號對面停車場             | 32       | 2019/9/23  | - 瑞塘公有停車場 - 瑞塘國小                                                                                                  |
| 埔心停車場         | 金龍三路95號前停車場              | 32       | 2020/3/26  | - 埔心公園停車場 - 埔心公園 - 桃園市楊梅區四維國民小學                                                                       |
| 埔心火車站(前站)   | 永美路210號旁廣場                 | 32       | 2020/10/19 | - 埔心車站 |
| 治平中學           | 福德街143號斜前方停車場           | 44       | 2020/12/10 | - 私立治平高級中學 - 桃園市政府警察局楊梅分局草湳派出所 - 桃園市立圖書館埔心分館                                             |
| 楊梅楊明公園       | 中山北路一段390巷46號(南側廣場)   | 32       | 2021/12/20 | - 楊明公園 - 楊梅區楊明市民活動中心 - 桃園市楊梅區楊明國民小學                                                               |
| 楊梅火車站(前站)   | 大成路256號(火車站前方人行道)     | 28       | 2024/01/12 | - 楊梅車站 - 全家便利商店楊梅車站店 - 7-ELEVEN楊梅門市                                                                       |
| 楊明國中           | 新農街337號(面楊明國中左側人行道) | 10       | 2024/01/12 | - 桃園市立楊明國民中學 - 台中銀行楊梅分行                                                                                    |
| 楊梅國中           | 校前路86號對面人行道              | 20       | 2024/01/12 | - 桃園市立楊梅國民中學 - 楊梅故事園區                                                                                        |
| 中山親水公園       | 新農街80號旁公園內                | 12       | 2024/01/12 | - 中山親水公園 - 桃園市楊梅區大同國民小學 - 梅岡靈糧堂                                                                       |
| 伯公岡公園         | 民生街101號對面公園               | 12       | 2024/01/12 | - 伯公岡公園 |
| 瑞塘公有停車場     | 萬大路187號對面停車場             | 10       | 2024/01/12 | - 瑞塘公有停車場 - 桃園市楊梅區瑞塘國民小學                                                                                  |
| 富岡車站           | 成功路58號斜對面廣場              | 14       | 2024/01/12 | - 富岡車站 - 富岡老街 - 富岡故事館 - 楊梅區農會富岡辦事處                                                                    |
| 四維兒童公園       | 四維二路95號對面公園              | 12       | 2024/01/12 | - 四維兒童公園 - 四維公有停車場                                                                                              |
| 富岡運動公園       | 新富七街180號斜對面               | 10       | 2024/01/12 | - 富岡運動公園 |
| 頭重溪公園         | 三元街99號對面公園綠地            | 10       | 2024/01/12 | - 頭重溪公園 - 桃園市楊梅區瑞梅國民小學                                                                                      |
| 埔心停車場         | 金龍三路95號前停車場              | 10       | 2024/01/12 | - 桃園市楊梅區四維國民小學 - 埔心公園                                                                                        |
| 治平中學           | 福德街143號斜前方停車場           | 20       | 2024/01/12 | - 桃園市治平高級中等學校 - 石門大圳綠色廊道                                                                                  |
| 埔心火車站(前站)   | 永美路210號旁廣場                 | 14       | 2024/01/12 | - 埔心車站 - 桃園市政府警察局楊梅分局草湳派出所 - 中華電信楊梅埔心特約服務中心 - 中華郵政楊梅埔心里郵局 - 7-ELEVEN新楊埔門市 |
| 楊梅楊明公園       | 中山北路一段390巷46號(南側廣場)   | 12       | 2024/01/12 | - 楊明公園 - 楊梅區楊明市民活動中心                                                                                          |
| 台北比佛利社區     | 青山五街26號                      | 26       | 2024/05/21 | - 7-ELEVEN美利堅門市 - 楊梅區青山市民活動中心                                                                                |
| 三民柚子公園       | 瑞溪路一段256巷                   | 24       | 2024/05/21 | - 三民柚子公園 |
| 楊梅行政園區       | 校前路409號                       | 15       | 2024/06/20 | - 楊梅行政園區 |
| 新梅兒童公園       | 新梅十街3號西側                   | 30       | 2024/07/03 | - 新梅兒童公園 - 7-ELEVEN欣高門市                                                                                            |
| 楊梅區公所         | 中山路123號北側                   | 24       | 2024/07/03 | - 楊梅區公所 - 桃園市政府警察局楊梅分局暨楊梅派出所 - 桃園市立圖書館楊梅分館                                                 |
| 楊梅體育園區       | 裕成路7號                         | 20       | 2024/07/04 | - 楊梅體育園區 - 愛買楊梅店 - 瑞溪公有停車場 - 肯德基中山店 - 麥當勞楊梅埔心餐廳                                             |
| 梅獅福羚路口       | 梅獅路二段42號                    | 24       | 2024/08/08 | - 萊爾富便利商店楊梅福羚店 - 全家便利商店楊梅瑞梅店                                                                          |
| 楊梅社會住宅       | 中興路236-1號北側                 | 30       | 2024/09/11 | - 楊梅社會住宅 - 大埔心市民活動中心 - 桃園市立圖書館埔心分館                                                                 |
| 富岡國中           | 楊梅區中正路456號                 | 14       | 2024/09/11 | - 桃園市楊梅區富岡國民中學 - 萊爾富便利商店楊梅富岡店                                                                        |
| 月眉河岸公園(楊梅) | 金德路119號北側                   | 42       | 2024/12/31 | - 月眉河岸公園 |
| 埔心火車站(後站)   | 埔心火車站(後站)                  | 70       | 2025/01/10 | - 埔心車站 - 埔心夜市 |
| 高鵬高新街口       | 高鵬路1號                         | 27       | 2025/05/02 | - OK便利商店楊梅高新店 |
| 國寶兒童公園       | 秀才路207巷55-83號                | 15       | 2025/08/19 | - 國寶兒童公園 |

## 觀音區
| 車站名稱           | 擺放位置                 | 鎖孔數量 | 啟用日期   | 周邊設施                                                                            |
| ------------------ | ------------------------ | -------- | ---------- | ----------------------------------------------------------------------------------- |
| 觀音高中           | 文中路46號對面人行道     | 42       | 2018/4/27  | - 桃園市立觀音高級中等學校                                                          |
| 觀音國小           | 文化路61號對面人行道     | 32       | 2019/4/10  | - 桃園市觀音區觀音國民小學 - 桃園市立圖書館觀音分館                                 |
| 觀音中興停車場     | 中興路與玉林路口         | 32       | 2019/4/16  | - 桃園市立觀音國民中學                                                              |
| 觀音區棒壘球場     | 福興街147之1號對面停車場 | 32       | 2019/8/8   |                                                                                     |
| 觀音行政園區       | 觀新路52號旁             | 32       | 2022/10/24 | - 桃園市觀音區公所 - 桃園市觀音親子館 - 桃園市觀音區戶政事務所 - 桃園市觀音區衛生所 |
| 觀音樹林里籃球場   | 民生路與民生路71巷口     | 32       | 2022/11/11 | - 觀音區樹林公園                                                                    |
| 觀音高中           | 文中路46號對面人行道     | 18       | 2024/01/19 | - 桃園市立觀音高級中等學校                                                          |
| 觀音中興停車場     | 中興路與玉林路口         | 10       | 2024/01/19 | - 桃園客運觀音站 - OK便利商店觀音中興店                                             |
| 觀音國小           | 文化路61號對面人行道     | 10       | 2024/01/19 | - 桃園市觀音區觀音國民小學 - 桃園市立圖書館觀音分館 - 觀音區農會觀音辦事處          |
| 觀音區棒壘球場     | 福興街147之1號對面停車場 | 10       | 2024/01/19 | - 觀音區棒壘球場                                                                    |
| 觀音樹林里籃球場   | 民生路與民生路71巷口     | 14       | 2024/01/19 | - 觀音樹林公園 - 7-ELEVEN觀岷門市                                                   |
| 觀音行政園區       | 觀新路52號旁             | 10       | 2024/01/19 | - 觀音區公所 - 觀音親子館 - 觀音家庭服務中心 - 觀音區衛生所 - 觀音區戶政事務所      |
| 崙坪文化地景園區   | 福山路一段337號          | 15       | 2024/06/19 | - 崙坪文化地景園區                                                                  |
| 觀音國民運動中心   | 大有路802巷與大德三街口  | 15       | 2024/07/09 | - 觀音國民運動中心 - 桃園科技工業園區                                               |
| 草漯六合公園       | 六合二街62號南側         | 18       | 2024/09/04 | - 草漯六合公園                                                                      |
| 保生六路大潭三路口 | 保生六路大潭三路口       | 20       | 2024/11/07 | - 桃園市產業園區聯合服務中心 - 觀音區大潭市民活動中心                               |
| 水之丘主題公園     | 大觀路一段360號          | 25       | 2025/05/27 | - 水之丘主題公園 - 麥當勞觀音大觀餐廳                                               |

## 新屋區
| 車站名稱         | 擺放位置                    | 鎖孔數量 | 啟用日期   | 周邊設施 |
| ---------------- | --------------------------- | -------- | ---------- | --- |
| 新屋區公所       | 中山路267巷1號對面路側      | 42       | 2018/10/23 | - 新屋區公所 |
| 清華高中         | 中華路658號前方人行道       | 32       | 2018/11/7  | - 桃園市私立清華高級中學                                                                                            |
| 新福二路大仁街口 | 新福二路/大仁街路口旁人行道 | 30       | 2018/11/8  | - 衛生福利部桃園醫院新屋分院                                                                                        |
| 新屋高中         | 三民路與中興路口            | 32       | 2023/07/12 | - 桃園市立新屋高級中等學校 - 新屋多功能運動中心 - 桃園市立圖書館新屋分館                                            |
| 清華高中         | 中華路658號前方人行道       | 14       | 2024/01/19 | - 桃園市私立清華高級中學 - 全家便利商店新屋清華店                                                                   |
| 新福二路大仁街口 | 新福二路/大仁街路口旁人行道 | 12       | 2024/01/19 | - 新屋埤環湖步道 - 衛生福利部桃園醫院新屋分院                                                                       |
| 新屋高中         | 三民路與中興路口            | 16       | 2024/01/19 | - 桃園市立新屋高級中等學校 - 新屋多功能運動中心 - OK便利商店新屋中興店 - 新屋區新屋市民活動中心 - 台塑石油豫章站    |
| 頭洲市民活動中心 | 福洲一街40號西側            | 15       | 2024/07/02 | - 新屋區頭洲市民活動中心 - 新屋兒七公園 - 桃園市政府警察局楊梅分局頭洲派出所 - 7-ELEVEN多利門市                     |
| 新屋區公所       | 中山路267巷1號對面路側      | 42       | 2024/07/17 | - 新屋區公所 - 新屋親子館 - 台灣大哥大新屋中山加盟門市 - 新屋區新屋市民活動中心 - 新屋立體停車場 - 渣打銀行新屋分行 |

## 復興區
| 車站名稱                   | 擺放位置       | 鎖孔數量 | 啟用日期   | 周邊設施 |
| -------------------------- | -------------- | -------- | ---------- | --- |
| 角板山公園(忠孝路)         | 忠孝路20號旁   | 44       | 2025/06/23 | - 角板山公園 - 桃園市政府警察局大溪分局復興分駐所 - 林業及自然保育署新竹分署大溪工作站復興分站 - 復興青年活動中心 |
| 仁愛路中正路口(仁愛停車場) | 仁愛路中正路口 | 40       | 2025/06/23 | - 仁愛公有平面停車場 - 復興區澤仁市民活動中心 - 福興宮 - OK便利商店桃園角板山店 - 桃園市復興區立圖書館            |
| 桃117線(介壽國中停車場)    | 桃117線中正路  | 42       | 2025/06/23 | - 復興區農會 - 大豹群故事館                                                                                       |

## 已撤站站點
| 行政區 | 租賃站名稱                     | 設站位置                      | 啟用日期   | 撤站日期   |
| ------ | ------------------------------ | ----------------------------- | ---------- | ---------- |
| 中壢區 | 青松農場                       | 聖德路一段596之20號前方空地   | 2018/07/31 | 2021/05/10 |
| 龜山區 | 文化花園夜市                   | 龜山一路168號旁公園           | 2018/05/04 | 2022/04/22 |
| 八德區 | 八德楓樹腳公園                 | 介壽路二段931號對面公園       | 2018/11/09 | 2022/05/03 |
| 中壢區 | 高鐵站前青埔路二段路口(臨時站) | 高鐵站前路/青埔路二段路東北側 | 2025/02/04 | 2025/03/24 |
| 蘆竹區 | 捷運山鼻站(A10)                | 南山路三段176號旁自行車停放區 | 2024/01/12 | 2025/03/25 |

## 外部連結
- 桃園微笑單車
- 桃園市政府交通局 （页面存档备份，存于）
- YouBike桃竹苗粉絲團的Facebook專頁